# Logis seigneurial
Le logis seigneurial, aussi appelé plus communément logis, est, au Moyen Âge de la fin du XIe siècle au milieu du XVe siècle, un vaste bâtiment situé la plupart du temps dans le donjon et réservé à l'usage du seigneur et de sa famille.
Par extension, les termes de logis, manoir, ou grande maison désignèrent par la suite l'habitation du maître d'une ferme fortifiée (parfois isolée), comme les logis du XIIe siècle qu'il est possible de trouver encore, notamment en Allemagne, en Angleterre, en France ou en Espagne.
De nos jours, un ancien « logis » peut avoir été détruit, modifié par souci de confort, ou être utilisé en bâtiment agricole.

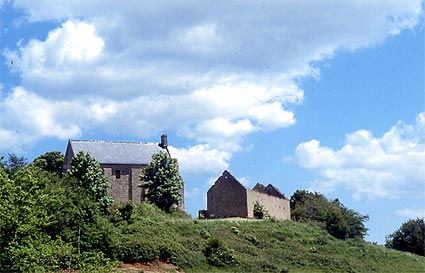
Château de Beaumont-le-Richard à Englesqueville-la-Percée.

## Définition

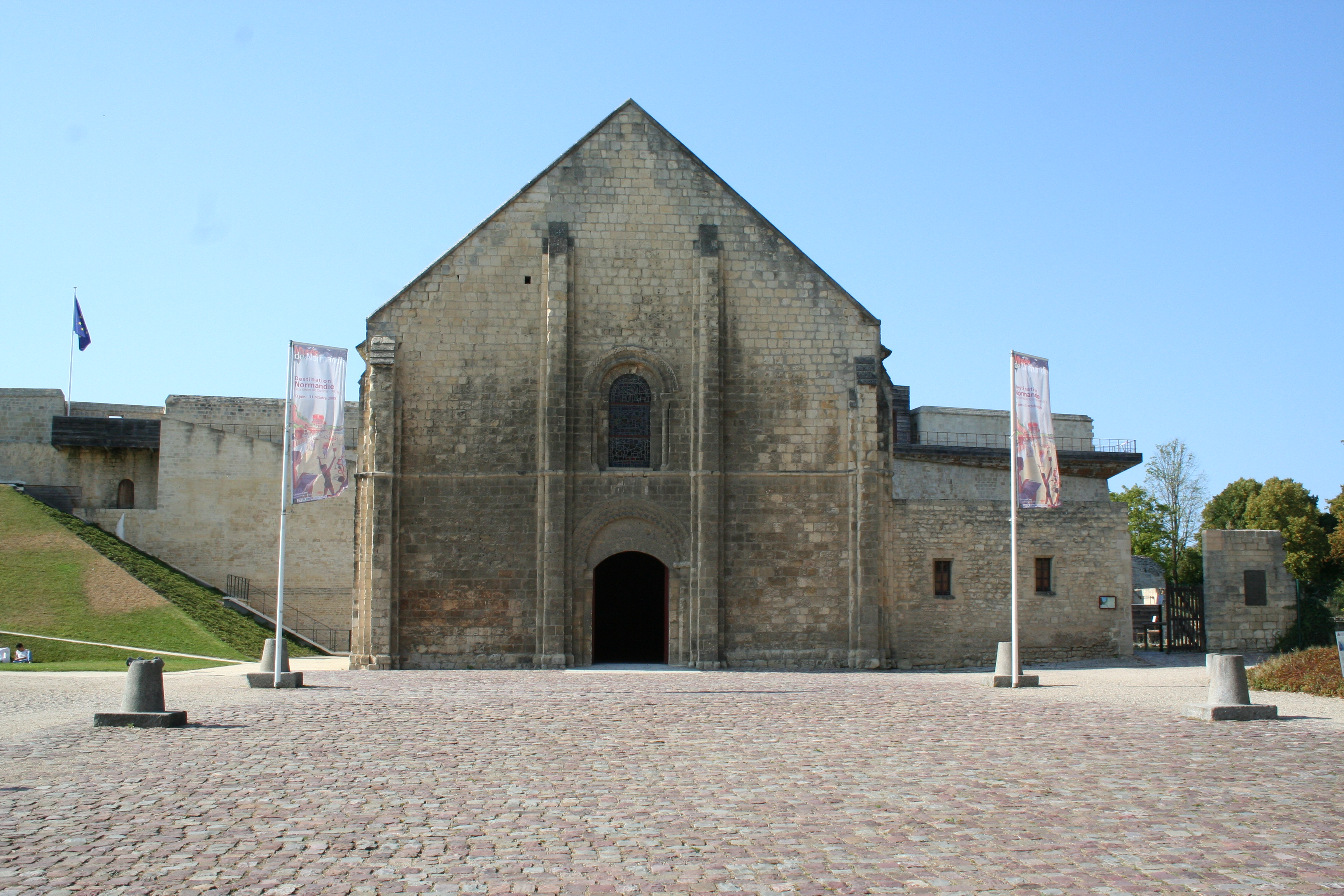
Salle de l'Échiquier à Caen (XIIe siècle)

- lieu de résidence (pour lui-même, sa famille et ses compagnons d'armes) en période de paix. En cas de menace ou de conflit, ils se réfugiaient dans la haute-cour ou le donjon, s'il y en avait un. Les plus petits logis seigneuriaux ne disposaient pour seules fortifications que de contreforts, d’huisseries à double épaisseur, de murailles l'entourant et de fossés pouvant être alimentés en eau. Pour cette raison, le logis était souvent érigé près d'un cours d'eau (ou d'une source pour de simples questions de vie courante).

- salle de réunion, destinée à recevoir ses vassaux et autres invités de marque, toutes les décisions se prenant dans la Grande salle ou « aula » en latin (déclaration de guerre, préparation à une bataille, gestion économique des possessions…). Dans la Grande Salle de Caen ("Salle de l'échiquier"), Richard Cœur de Lion, roi d'Angleterre et duc de Normandie, y réunit ses barons avant de partir à la croisade.

- cour de justice, s'il y avait des conflits sur ses terres, concernant les gens du peuple ou les hommes de haut rang. Ces conflits ne pouvaient être réglés que par l'intermédiaire du médiateur, à savoir « le seigneur », qui seul avait décision de justice.

- salle de réception, où se déroulaient toutes les cérémonies (adoubement, mariage, fête religieuse…). Robert de Torigni, abbé du Mont-Saint-Michel, rapporte qu'en 1182 plus d'un millier de chevaliers sont présents pour fêter Noël, dans la salle de l'Échiquier, la Grande Salle du château de Caen.

- lieu de culte, tout « logis seigneurial » de quelque importance disposant d'une pièce annexe aménagée en chapelle.

- salle de trésorerie, où les différents impôts étaient collectés.

## Plan et fonction des pièces

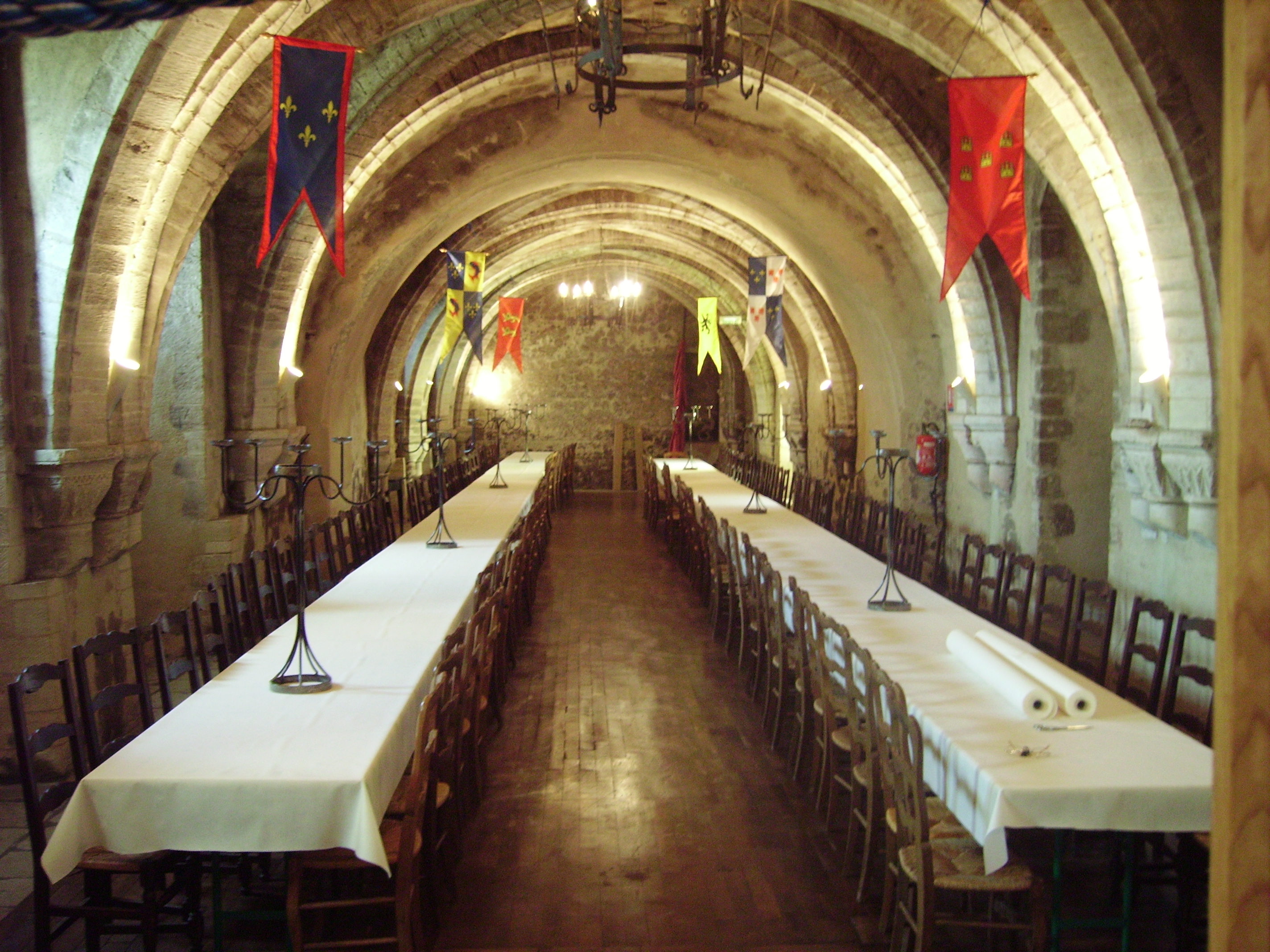
Ancien bloc chambre du Château de Creully (Calvados), long de 37 mètres.

- le rez-de-chaussée abritait un grand cellier et la cuisine avec une cheminée monumentale ; la cuisine pouvait être parfois au premier étage.
- le 1er étage était séparé en deux pièces, la plus grande l'antichambre ou parfois dans les plus petits logis la Grande Salle ou Grand'Salle, ainsi qu'on la trouve dans les textes médiévaux (vaste salle à usage public - salle de réception), où étaient organisés de grands repas ou des cérémonies officielles : mariages, adoubements, etc. C’était également le lieu requis pour rendre des décisions de justice. La plus petite pièce était la chambre à coucher du seigneur. On accédait à ce premier étage par un escalier extérieur appelé grand degré.

Dans les plus grands logis seigneuriaux, on pouvait trouver la Grande Salle (aula en latin, great hall en anglais), dans un autre type de bâtiment associé au logis.

### Cave ou cellier
Situés au rez-de-chaussée du logis ou semi-enterrés, la cave et le cellier ont l'avantage d'empêcher l'humidité naturelle du sol d'envahir l'étage de l'habitation et procurent un lieu dont la température égale, fraîche, permet de conserver des provisions de bouche qui entreraient en fermentation si elles restaient exposées aux changements de la température extérieure, d'où un minimum de fenêtres. On pouvait y trouver également la cuisine de type voûté (cellier à Bricquebec) ou à solives.

### Cuisine

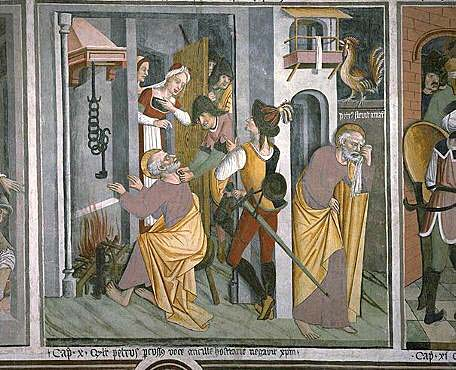
Sanctuaire Notre-Dame des Fontaines, La Brigue (Alpes-Maritimes), nef, mur latéral sud, registre inférieur du cycle de la passion du Christ : reniement de saint Pierre, exemple de cuisine.

Sur l'illustration présentée ici du sanctuaire Notre-Dame des Fontaines, l'objet accroché à la crémaillère est un « calen », lampe à huile en métal que sa tige recourbée en crochet permet d'agripper en divers endroits.
Dans la cuisine d'un logis seigneurial, on pouvait élaborer des plats très raffinés, privilège d'une caste dominante –le petit peuple ne pouvant bien entendu accéder à ces délices.

### Grande Salle
En ancien français, on emploie le terme de Grant sale, voire simplement de Sale pour la désigner, expression reprise à l'époque moderne en Grand-Salle ; dans les textes en latin, le terme est traduit par aula. Cette salle d'apparat, aussi désignée sous le terme de salle de banquet ou réception, se situe généralement au premier étage, on y accède par l'escalier à grand degré. Elle était généralement munie d'une grande cheminée réservée à la cuisine avec ses accessoires de cuisson et servait également au chauffage. Non loin de la cheminée, des armoires murales permettaient de ranger la vaisselle. On pouvait y trouver également un lavabo, car l'hygiène au Moyen Âge était très rigoureuse ; à défaut, on utilisait une aquamanile, un gémellion (récipient)
ou encore une aiguière.
La salle contenait aussi des tréteaux pour mettre le couvert (d'où l'expression « dresser la table ») et des bancs. Des peintures murales et des tapisseries la décoraient souvent.
Initialement, il s'agissait bien souvent d'un bâtiment indépendant, comme à Oakham,, (Comté de Rutland, Angleterre), à Caen, Douvres-la-Délivrande (initialement, le Domaine de la Baronnie possédait une grande salle indépendante du logis), Bricquebec ou Beaumont-le-Richard.
Par la suite, la Grande Salle devient un bâtiment associé au logis, comme à Crépy-en-Valois (ou la Grande-Salle et le logis sont dans le même bâtiment), Creully (« voir à Évolution du bâtiment »), Lillebonne ou Penshurst Place (Baron's Hall).
Les logis royaux ou princiers possédaient eux aussi leur Grande Salle, bien plus imposante et luxueuse que celle des petits seigneurs. Quelques-unes sont restées célèbres par leur taille et leur beauté. C'est le cas de la Grand-Salle du Palais de la Cité à Paris, qui fut en son temps, avec ses 1 800 mètres carrés, la plus grande salle d'Europe. Elle disparut en 1618 dans un incendie, mais on peut encore voir au Palais de Justice de Paris la salle basse, aujourd'hui dite Salle des Gens-d'Armes.
Exemples de Grandes Salles princières en France :
- Chinon, la Grande Salle du château, en partie détruite, où Charles VII reçut Jeanne d'Arc ;
- Loches, la Grande Salle du logis royal ;
- Poitiers, la Grande Salle, dite Salle des Pas-Perdus du Palais de Justice.

Exemples de Grandes Salles princières en Europe :
- Angleterre, Londres, la Grande Salle du Palais de Westminster, Westminster Hall ;
- République tchèque, la Grande Salle du Château de Prague, appelée la Salle Vladislav.

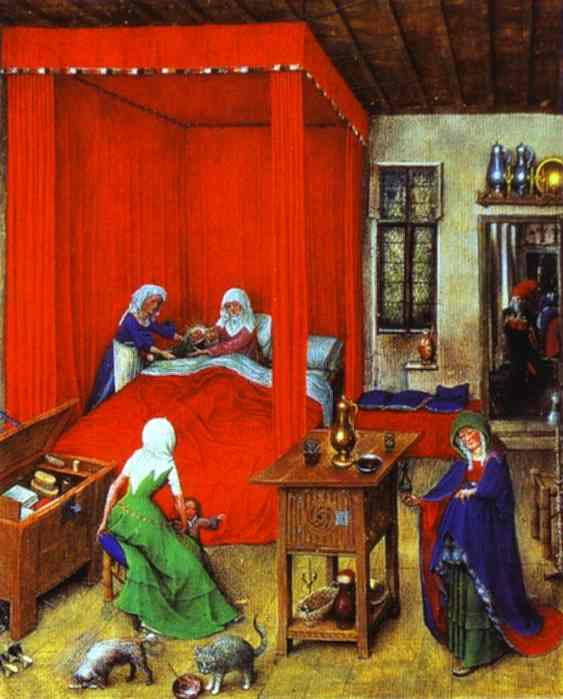
Chambre, peinture de Temple Manor à Strood (Kent), non datée.

### Chambre
La chambre était juxtaposée à la Grande Salle, séparée par une simple cloison. On accédait à cette chambre, par la salle ou par une tourelle munie d'un escalier à vis « accès à usage privé ». Dans cette chambre il y avait une cheminée à vocation de chauffage et de toute évidence un lit et son mobilier médiéval. On pouvait y trouver un lavabo et sa puisette pour s'y laver.

## Composantes architecturales

### Cheminée
Il ne paraît pas qu'il ait eu des cheminées dans les intérieurs des palais ou des maisons romaines. Les cheminées ou foyers n'apparaissent, disposés dans les intérieurs, qu'au XIIe siècle, et à dater de cette époque les exemples abondent. La cheminée primitive se compose d'une niche prise aux dépens de l'épaisseur du mur, arrêtée de chaque côté par deux pieds-droits, et surmontée d'un manteau et d'une hotte, sous laquelle s'engouffre la fumée. La cheminée servait aussi bien de chauffage que d'espace de cuisson, selon la pièce où elle était installée.
Dans les logis primitifs du XIe siècle, il y aurait eu un foyer central à feu ouvert (au lieu de la cheminée murale).
Tuyaux et mitres de cheminées
- Les conduits de fumée des cheminées du XIIIe siècle sont ordinairement cylindriques à l'intérieur et terminés au-dessus des pignons ou des combes en forme de grosse colonne couronnée par une mitre. Construits d'ailleurs avec grand soin au moyen d'assises de pierres évidées, ces tuyaux affectent souvent la forme monumentale qui surmonte d'une façon gracieuse le faîte des édifices[15].

### Commodités
Armoire murale

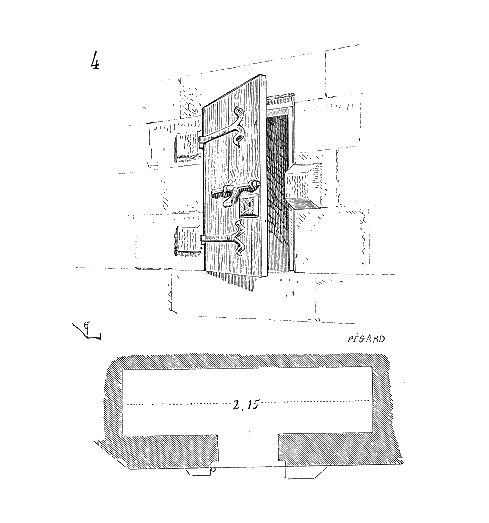
Exemple d'une armoire murale.

L'armoire murale est un réduit ménagé dans le mur, clos, destiné à renfermer des objets ayant quelques valeurs, ou à conserver des vivres. Quelquefois elles sont ventilées, divisées par des tablettes de pierre ou de bois.
Ce genre d'armoire se trouvait soit près de la cheminée, dans la cuisine, ou soit dans la chambre.
Lavabo
- Il est généralement placé dans une niche et un conduit d'évacuation traverse le mur pour se terminer par une gargouille. On ne retrouve que très rarement des exemples de lavabos civils. En France, le plus vieux lavabo signalé est à Châtillon-Coligny, dans la grosse tour du donjon, datée de 1180 environ.

Dans ces lavabos se trouvait une puisette qui servait à alimenter le lavabo en eau.
Latrines
- Les logis les mieux équipés, les plus confortables, disposaient de latrines, maçonnées en saillie sur le flanc de la muraille extérieure (« latrines à encorbellement » puis les « latrines à conduit biais », latrines aménagées dans l'épaisseur du mur et dont le conduit débouchait directement sur le parement des murs, ce qui provoquait une pollution olfactive et visuelle) ou dans l'épaisseur même de la muraille (« latrines à fosse »), au pied de laquelle étaient évacués les excréments que la nature réintégrait dans son cycle puisqu'ils tombaient parmi des arbres ou dans l'eau du fossé de protection aménagé autour de l'édifice[15].

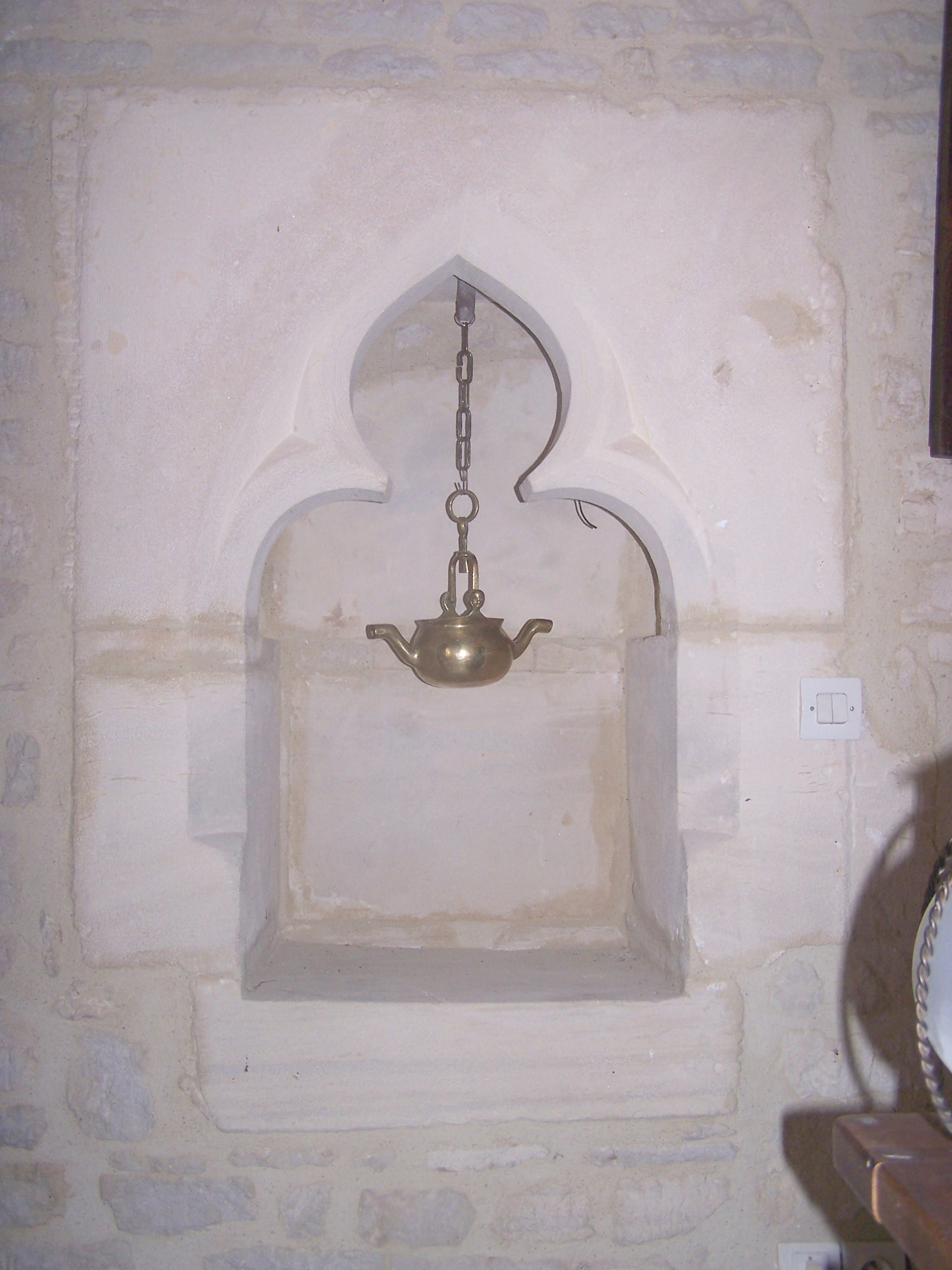
Lavabo du Manoir d'Amblie v. les XIIIe – XIVe siècles.
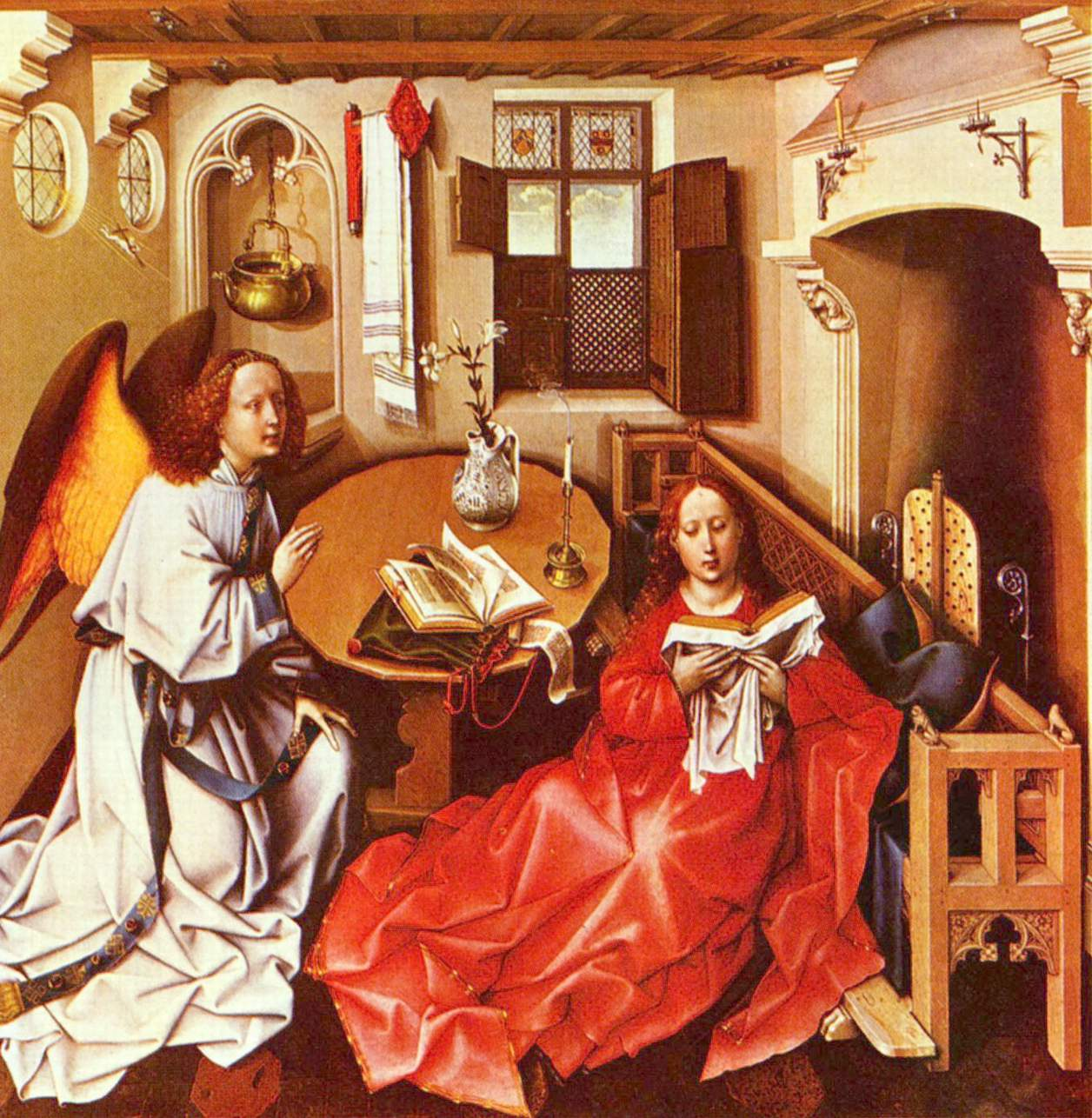
« L'annonce faite à Marie, Regardez au fond à gauche de ce tableau. »
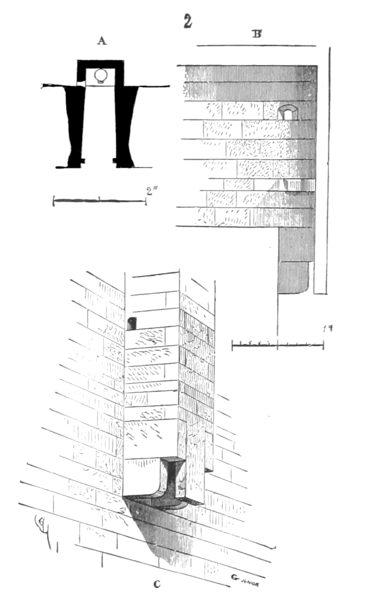
Latrines sous différents angles
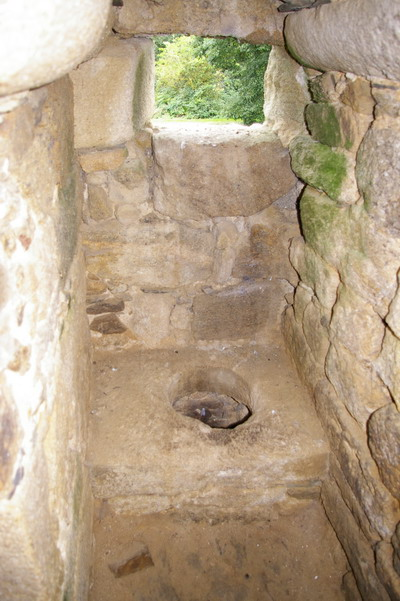
Exemple de Latrines vue de l'intérieur

### Fenêtres
Il existe différents types de fenêtres, toutes sont chanfreinées (surface oblique obtenue par l'abattement de l'arête d'une pierre) :

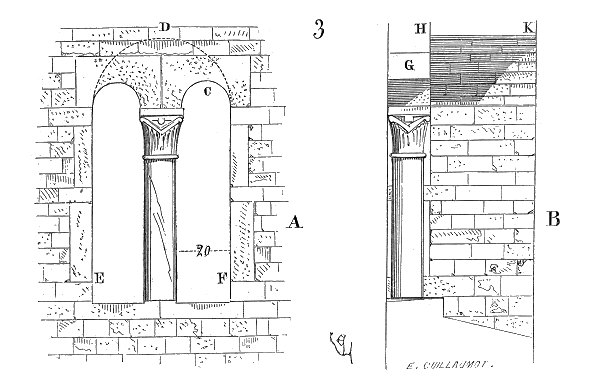
Exemple de fenêtre géminée de style roman
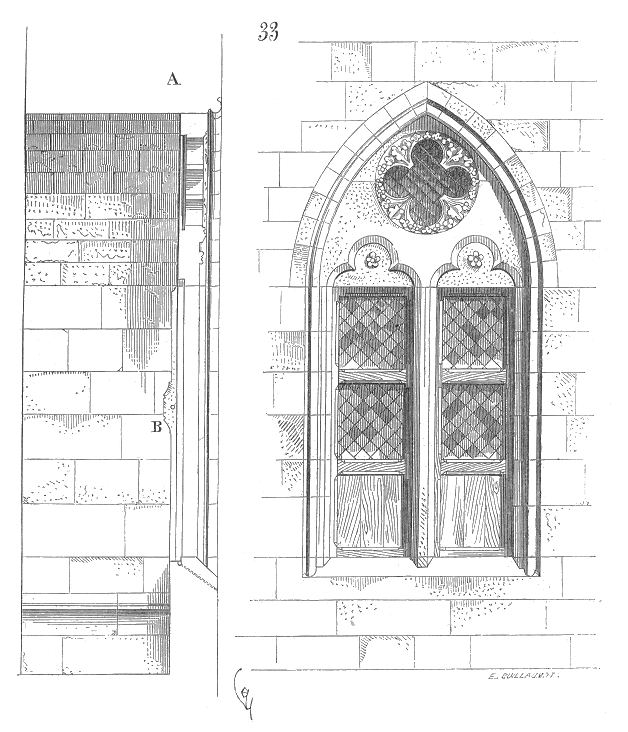
Exemple plus tardif d'une fenêtre géminée
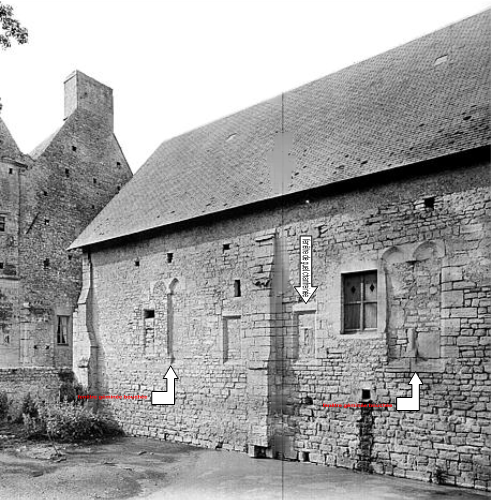
Exemple de fenêtre géminée et de guets chanfreinés (bouchés)
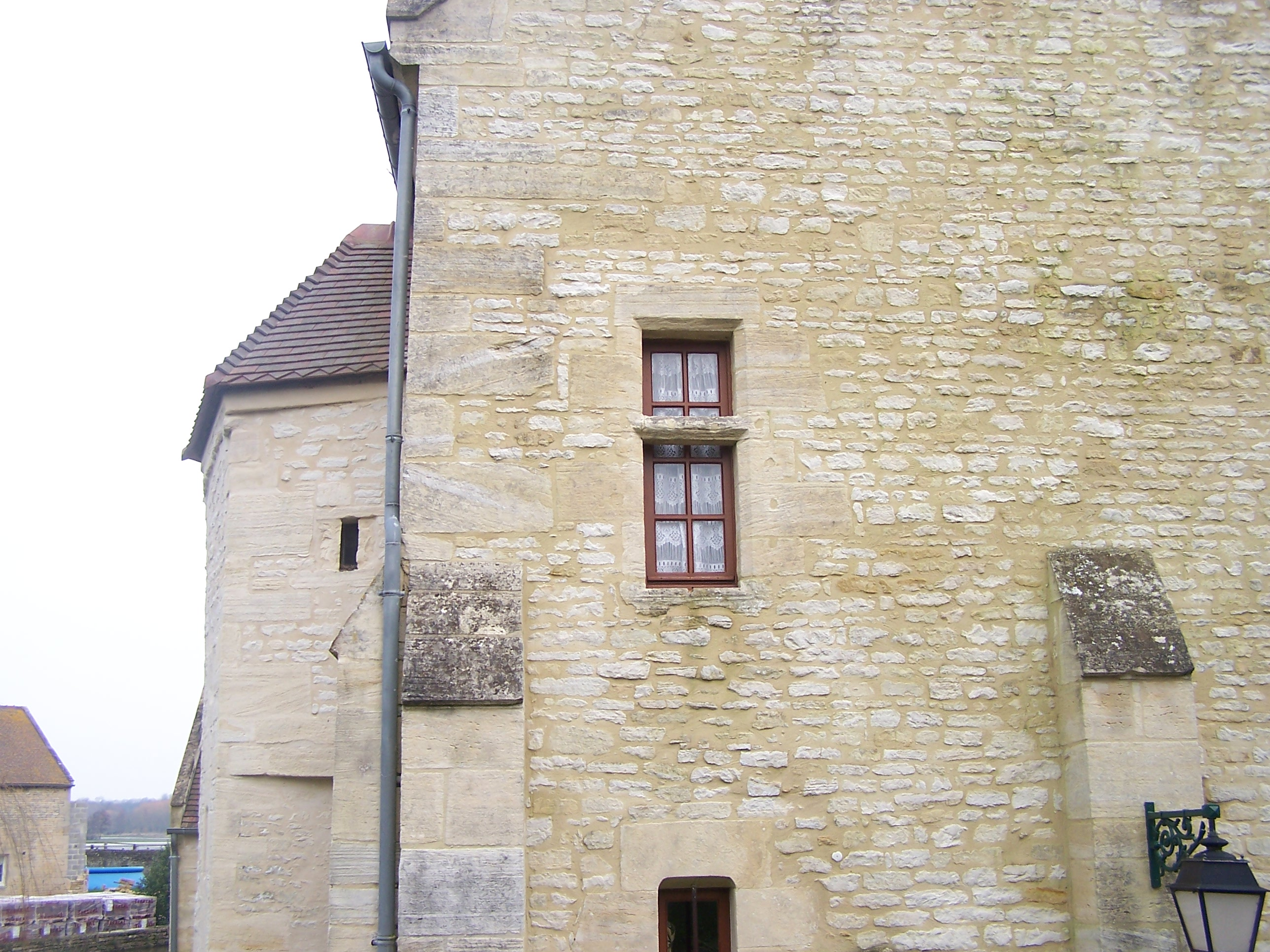
Exemple de fenêtre à meneau simple au premier étage de ce logis

1. de guet simple ou double petite fenêtre chanfreinée à vocation de guet comme son nom l'indique
2. à meneau : montant fixe divisant une fenêtre en compartiments, notamment dans l'architecture du Moyen Âge et de la Renaissance (il peut être recoupé par un ou plusieurs croisillons)
3. Claire voie : ensemble de fenêtres juxtaposées « relativement rare dans les logis anglo-normands »

### Portes
Les portes étaient chanfreinées.

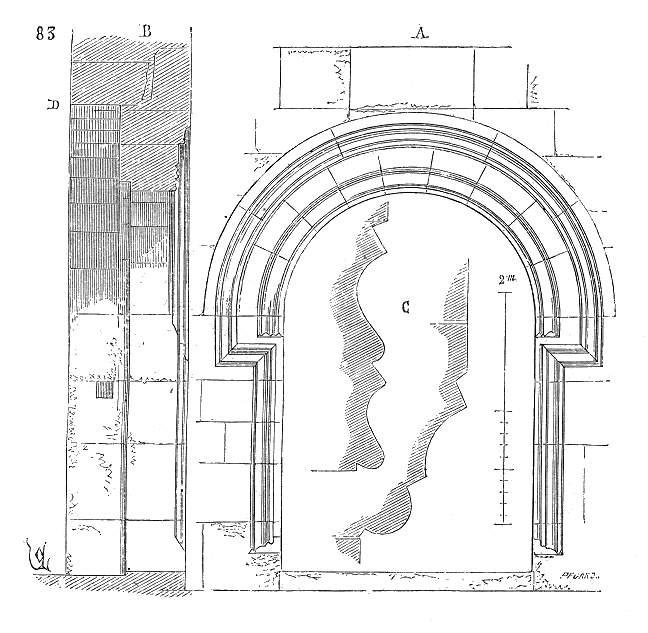
Porte d'entrée cintrée.

Portes d'édifices civils extérieurs et intérieurs.
Dans les villes du Moyen Âge, les châteaux et les palais possédaient seuls des portes charretières, lesquelles étaient habituellement fortifiées.
Quant aux portes des maisons proprement dites, ces habitations, fussent-elles pourvues de cours, n'étaient toujours que ce que nous appelons des portes d'allée, c'est-à-dire disposées seulement pour des piétons, d'une largeur de 1 m à 1,50 mètre, et d'une hauteur de 2,50 à 3 mètres au plus.
Il n'est pas connu de portes d'édifices civils appartenant au XIe siècle en France, qui présentent un caractère particulier. Les baies d'entrée, très rares d'ailleurs, de cette époque, ne consistent qu'en deux jambages avec un arc plein cintre en petit appareil, et ne diffèrent pas des petites portes d'églises que l'on voit encore ouvertes sur les flancs de quelques monuments religieux du Beauvaisis, du Berry, de la Touraine et du Poitou.

### Escalier à grand degré, amovible, ou à vis dans une tour
- Pour monter à l'étage supérieur du logis, il était établi, dès le XIIe siècle, de longues rampes droites, avec parapet au sommet. Les marches reposaient alors sur des arcs et se profilaient toujours à l'extérieur, ce qui permettait de donner plus de largeur à l'emmarchement et produisait un fort bon effet, en indiquant la destination de ces rampes, fort longues.

- Escaliers pivotants

Ce type d'escalier pouvait équiper les logis, manoirs et donjons, dont les occupants voulaient s'assurer une plus grande sécurité contre d'éventuelles intrusions. Installé dans une tour ronde, dans un cylindre de maçonnerie percé de portes à la hauteur des étages à desservir, l'escalier était indépendant de la maçonnerie, et se composait d'un arbre à pivot supportant tout le système de charpente. Un palier dans la maçonnerie était aménagé pour chaque étage devant être desservi.
Il faut supposer toutes les portes percées au-dessus de celle D du rez-de-chaussée. La première marche est en E ; de E en F, les marches sont fixes et sont indépendantes du noyau en charpente monté sur un pivot inférieur en fer G, et maintenu au sommet de la vis dans un cercle pris aux dépens de deux pièces de bois horizontales. La première marche assemblée dans le noyau est celle H ; elle est puissamment soulagée ainsi que les trois suivantes par des potences I.
À partir de cette marche soulagée H, commence un limon spirale assemblé dans les abouts des marches, et portant une cloison en bois cylindrique percée de portes au droit des baies de maçonnerie D. Au-dessus de la troisième marche (partant de celle H) les autres marches jusqu'au sommet de la vis ne sont plus soulagées que par les petits liens K, moins longs que les potences I, afin de faciliter le dégagement. Ainsi toutes les marches, le limon et la cloison cylindrique portent sur l'arbre pivotant O. Lorsqu'on voulait fermer d'un coup toutes les portes des étages, il suffisait de faire faire un quart de cercle au cylindre en tournant le noyau sur son axe. Ces portes se trouvaient donc masquées; entre la marche F et celle H il restait un intervalle, et les personnes qui l'auraient franchi pour pénétrer dans les appartements, trouvant une muraille en face les ouvertures pratiquées dans le cylindre, ne pouvaient deviner la place des portes véritables correspondant à ces ouvertures lorsque l'escalier était remis à sa place. Un simple arrêt posé par les habitants sur l'un des paliers C empêchait de faire pivoter cette vis. C'était là un moyen sûr d'éviter les importuns. Voir escalier amovible.
- Escaliers à vis

Ils mettaient en communication deux pièces superposées, ils n'étaient pas pris toujours aux dépens de l'épaisseur des murs ; ils étaient visibles en partie, posés dans un angle ou le long des parois de la chambre inférieure, et ajourés sur cette pièce. À ce propos, il est important de se pénétrer des principes qui ont dirigé les architectes du Moyen Âge dans la construction des escaliers. Ces architectes n'ont jamais vu dans un escalier autre chose qu'un appendice indispensable à tout édifice composé de plusieurs étages, appendice devant être placé de la manière la plus commode pour les services, comme on place une échelle le long d'un bâtiment en construction, là où le besoin s'en fait sentir. Voir escalier à vis.

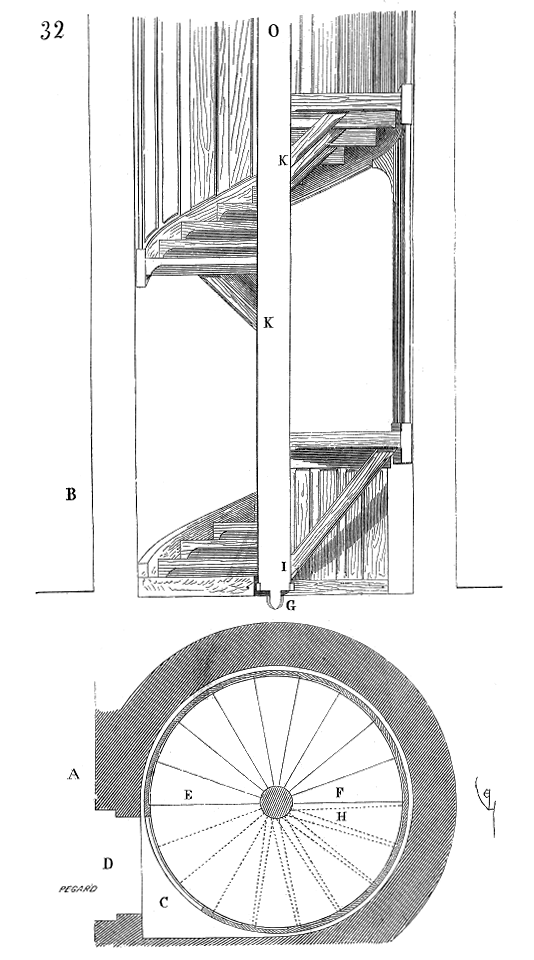
Exemple d'un escalier pivotant
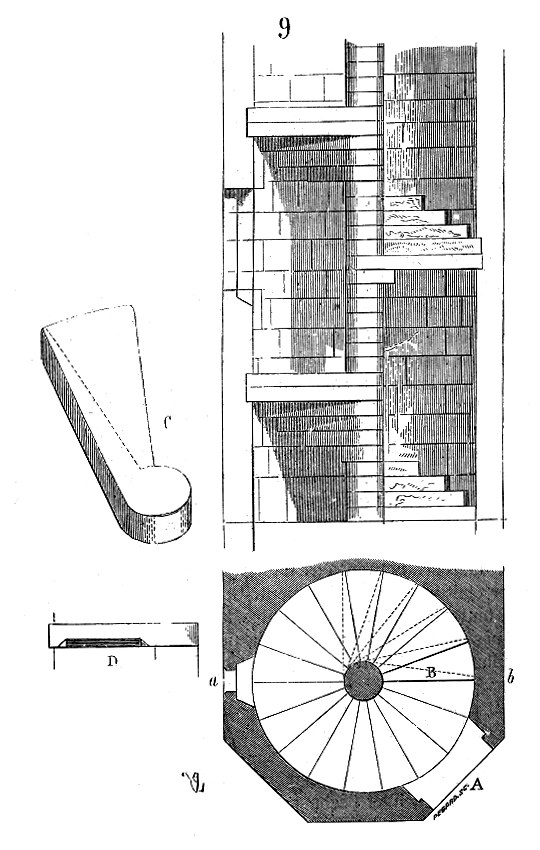
Exemple d'un escalier à vis du XIIe siècle, placé dans une tour juxtaposée au logis
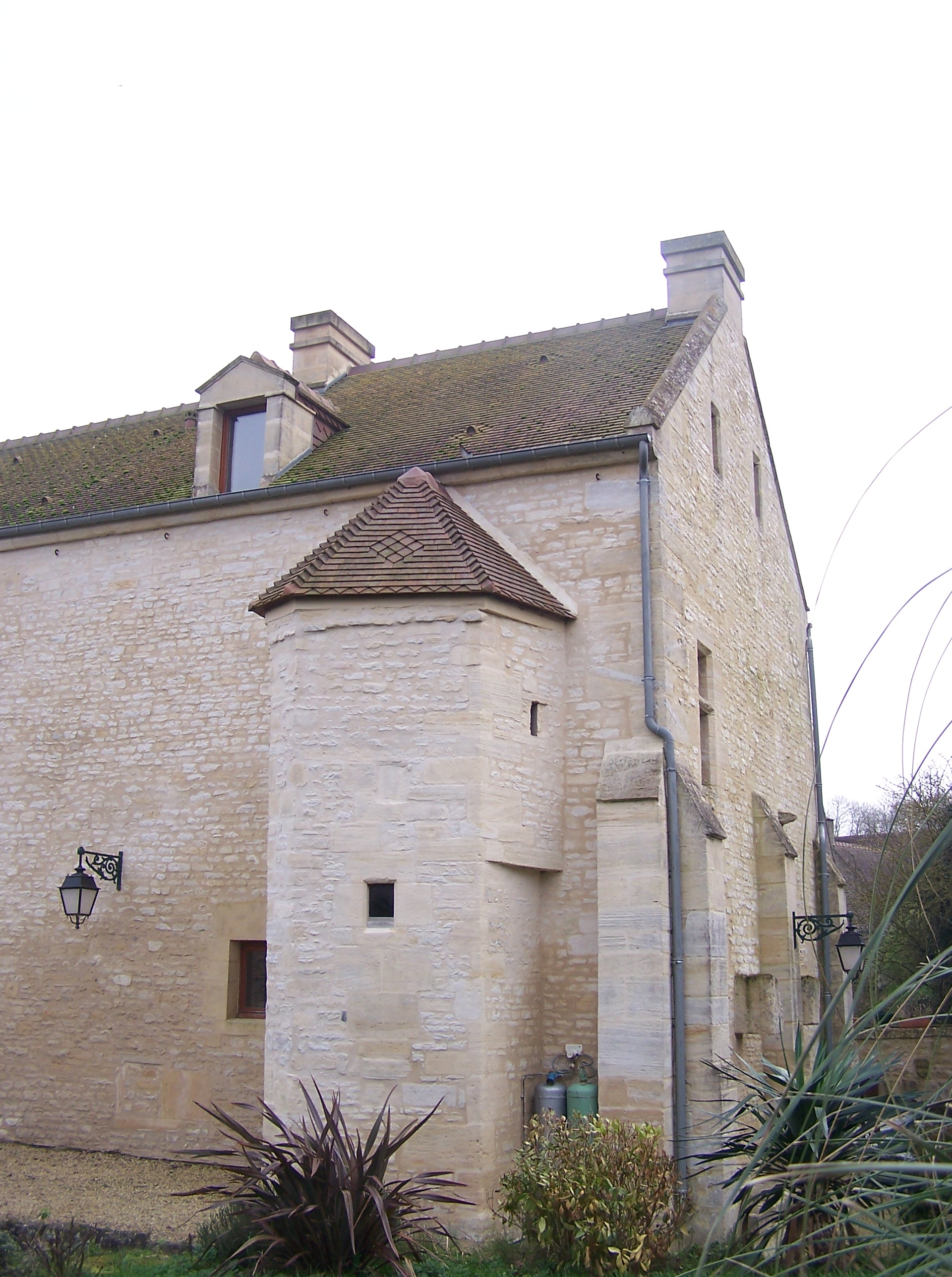
Dans la tour de ce logis se trouve un escalier à vis
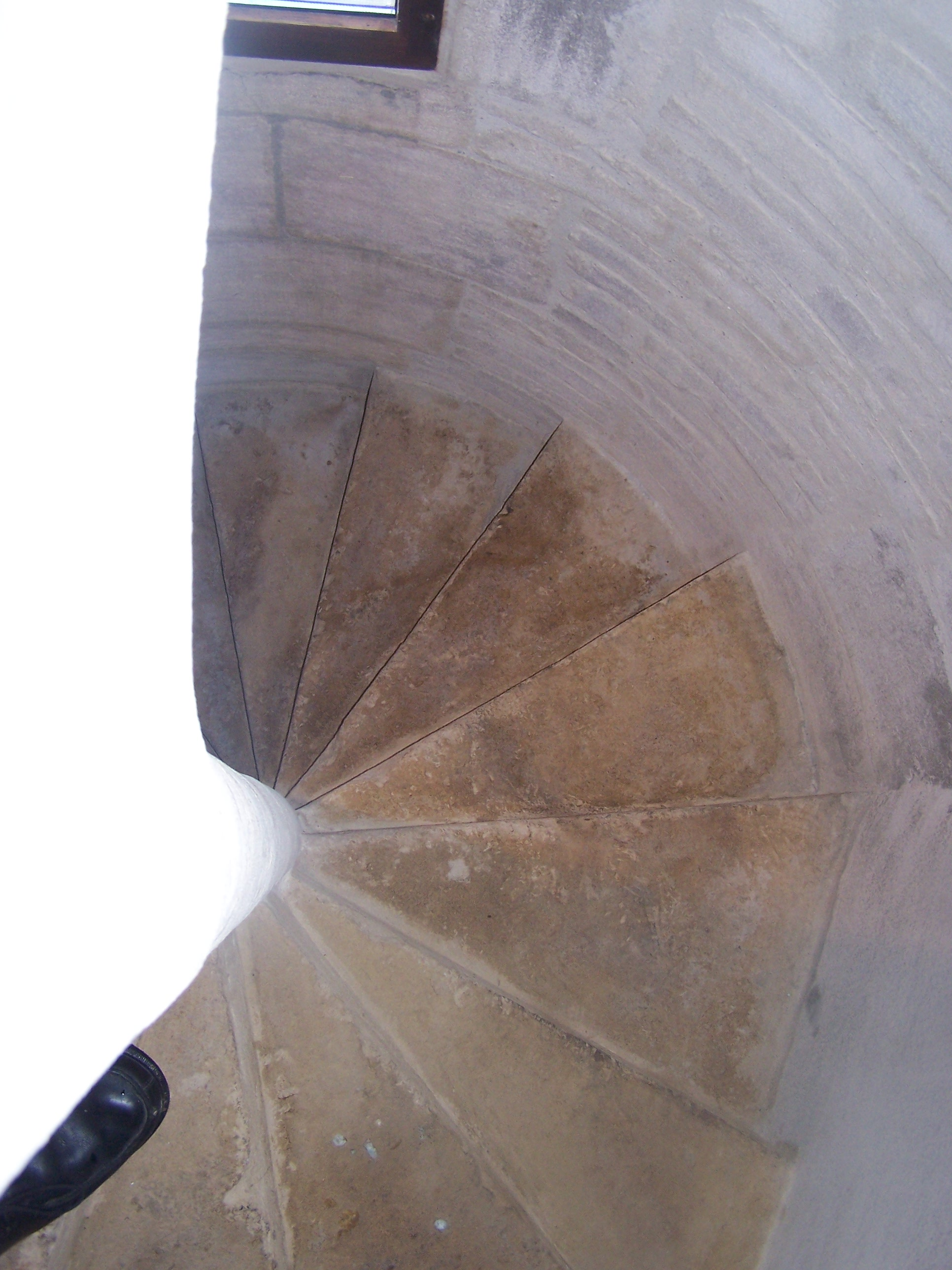
Escalier à vis du logis d'Amblie « vue de la chambre »
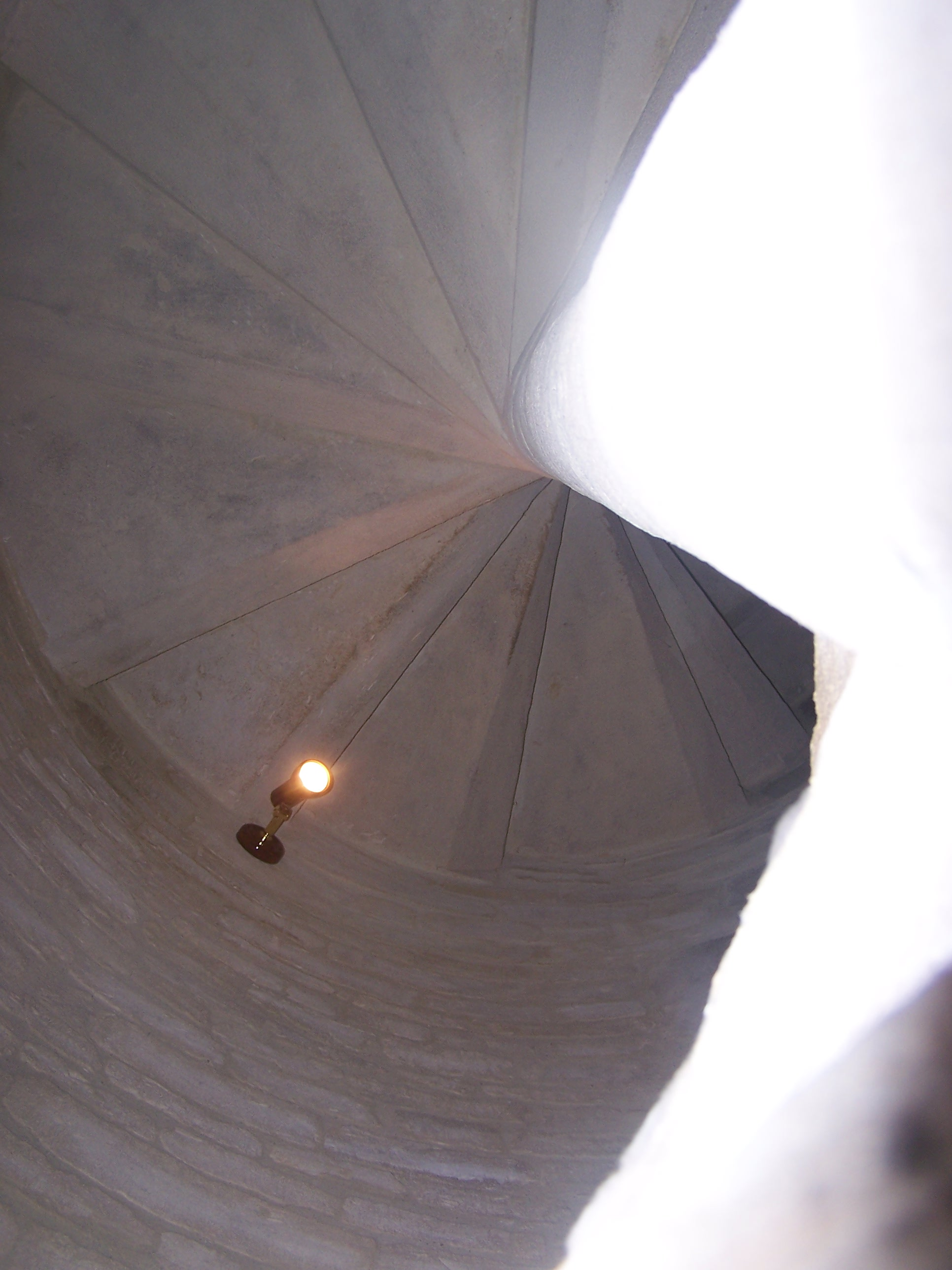
Escalier à vis du logis d'Amblie « vue du rez-de-chaussée »
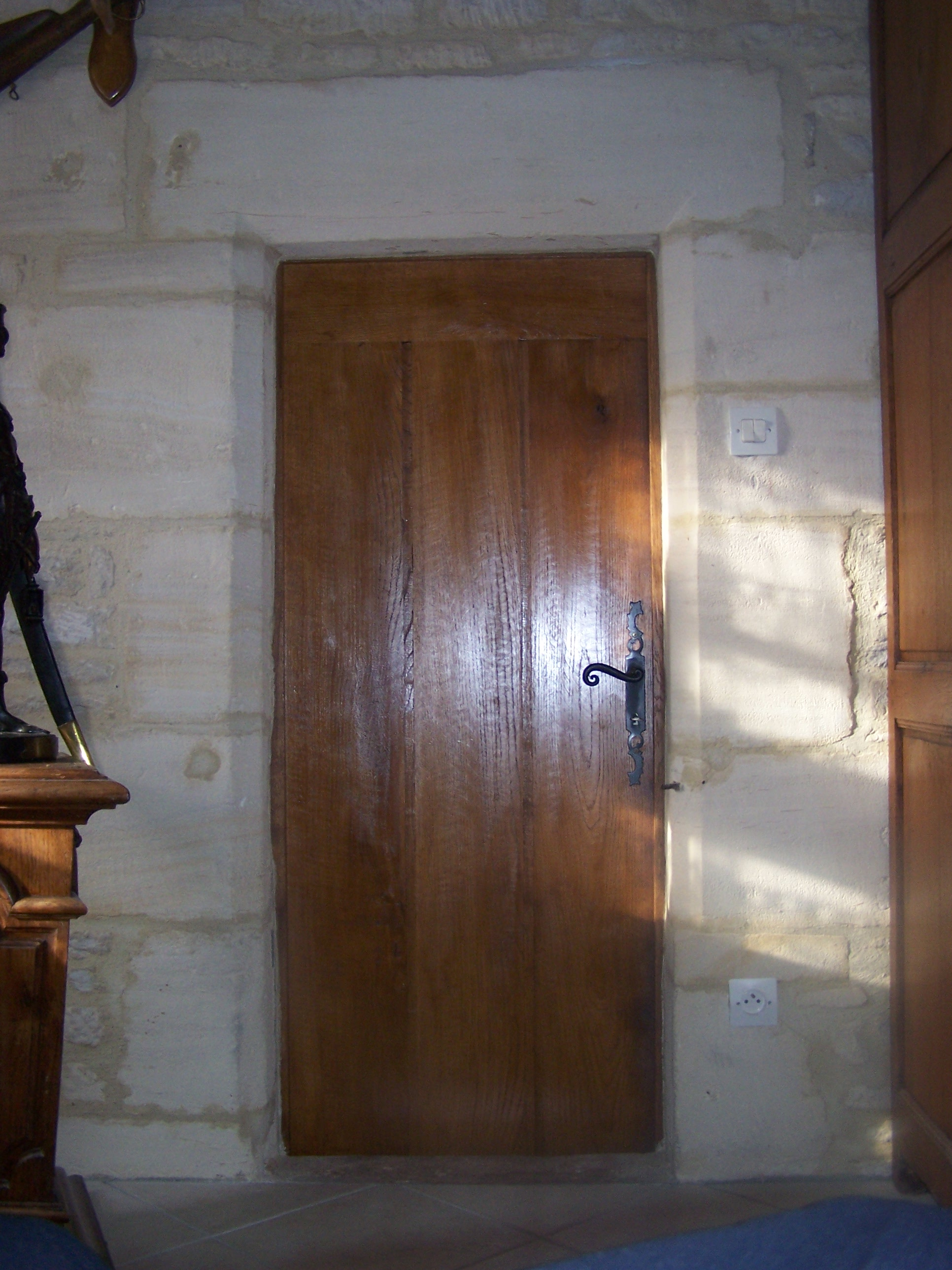
Porte menant à l'escalier à vis du logis d'Amblie « vue de la chambre »

### Éléments décoratifs
- Peintures murales

Le constat des faits bien connus aujourd'hui des archéologues amène à ne s'occuper ici que de la peinture appliquée à l'architecture française du Moyen Âge. Comme durant l'Antiquité, peinture et architecture n'étaient alors pas dissociées. Ces deux arts se prêtaient mutuellement secours, et le « tableau » en tant que tel (objet mural décoratif) n'existait pas, ou du moins n'avait qu'une importance très secondaire, comme en témoignent aussi des peintures murales du XIVe siècle.

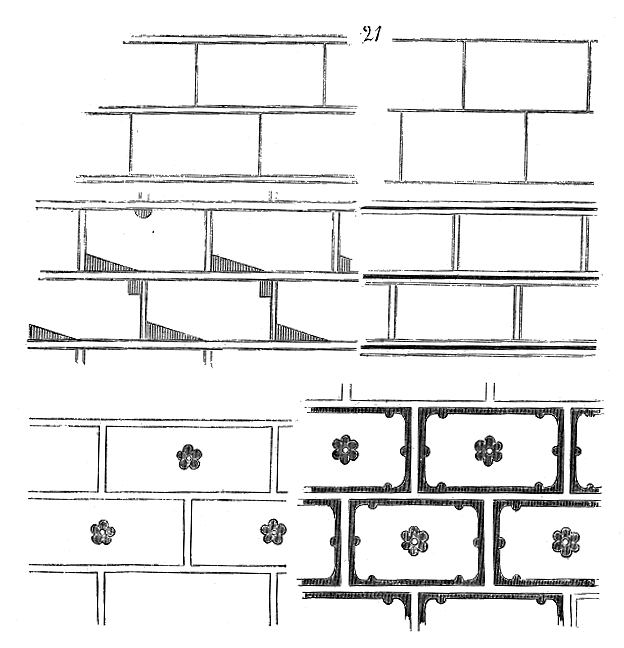
Exemple d'une peinture murale très courante du XIIe et XIIIe siècles.
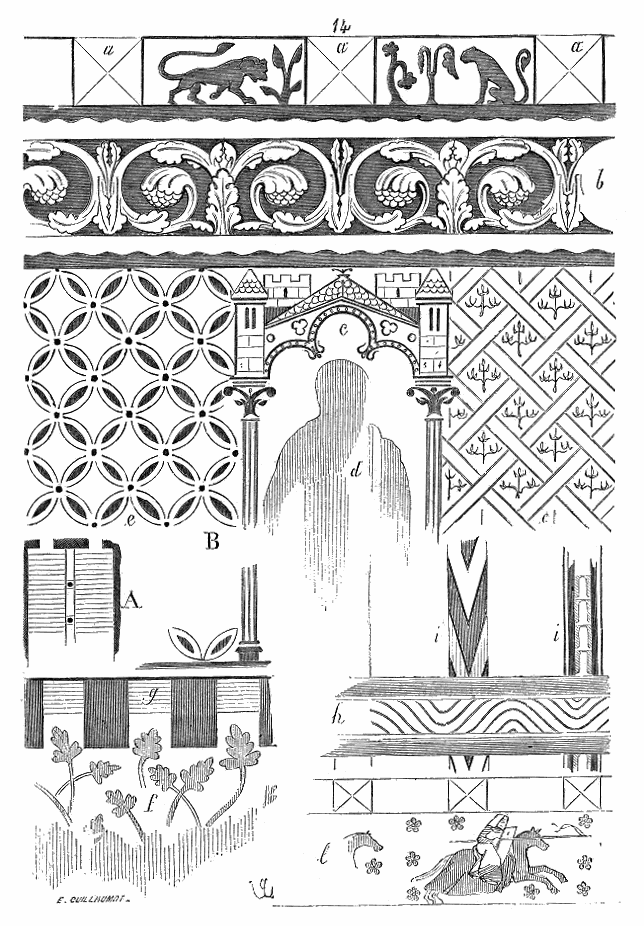
Exemple de peinture murale
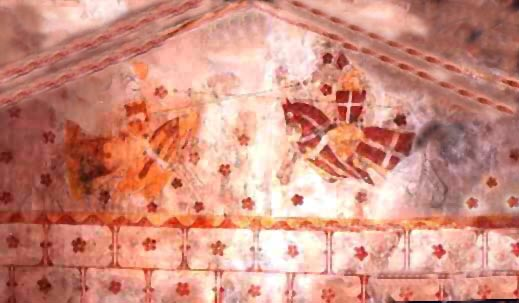
Exemple de peinture murale
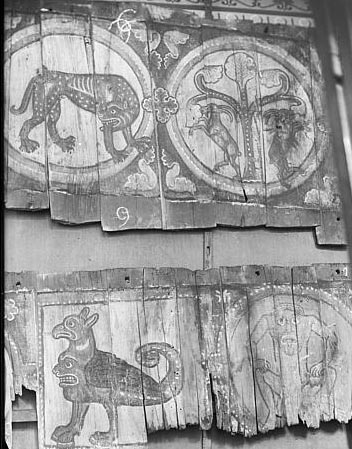
Exemple de peinture au plafond « photo noir et blanc

Le premier exemple d'appareil est très simple, ainsi que le présente l'image de la peinture murale du XIIe et XIIIe siècles ci-dessus, blancs sur fond jaune ocre, ou, plus fréquemment, brun rouge sur fond blanc ou sur fond jaune pâle ; les lignes ainsi filées au pinceau sur de grandes surfaces, simples, doublées, triplées ou accompagnées de certains ornements, présentent une décoration très économique, faisant parfaitement valoir les litres, les bandeaux, les faisceaux de colonnes, les bordures couvertes d'une ornementation plus compliquée et de couleurs brillantes.
- Revêtements de sols

Assemblage de carreaux de pierre ou de terre cuite.
- Carrelage

Tommettes décorées
On ne connaît aucun carrelage de terre cuite antérieur au XIIe siècle ; on n'en doit pas être surpris, quand on observe combien peu durent les émaux dont on revêt cette matière; promptement usés, les carrelages en terre cuite devaient être souvent remplacés.
- Dallage en pierre - opus romain

Calcaire, granite, schiste, etc. selon la zone géographique et les ressources géologiques.
De tout temps et dans tous les pays, on a employé, pour revêtir les aires des rez-de-chaussée, dans les habitations particulières, des pierres plates, dures, polies, jointives, sans ordre ou avec symétrie. La plupart des carrières de pierres calcaires possèdent des bancs supérieurs minces, d'une contexture compacte, propres à ce genre de pavage.
La plupart des logis étaient pavés en grandes dalles de pierre dure. Souvent même, dans les châteaux, ces dallages étaient décorés d'incrustations de pierres de couleur ou de mastics, ou encore les dalles alternaient avec les stucs peints. Dans un compte de la construction du château de Bellver (Espagne), dans l'île Majorque, il est question des pavages de cette habitation seigneuriale, faits de stucs composés de chaux vive, de plâtre et de grandes pierres mélangées de couleur; le tout si bien poli qu'on eût pu croire ces aires composées de marbre et de porphyre .

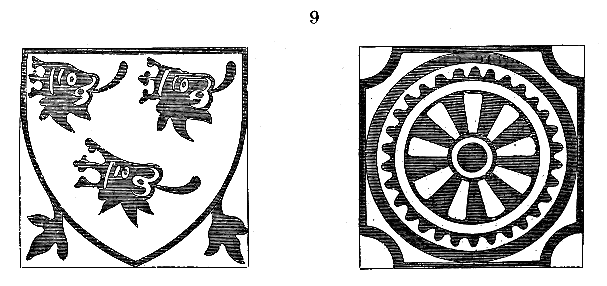
Exemple de tomettes
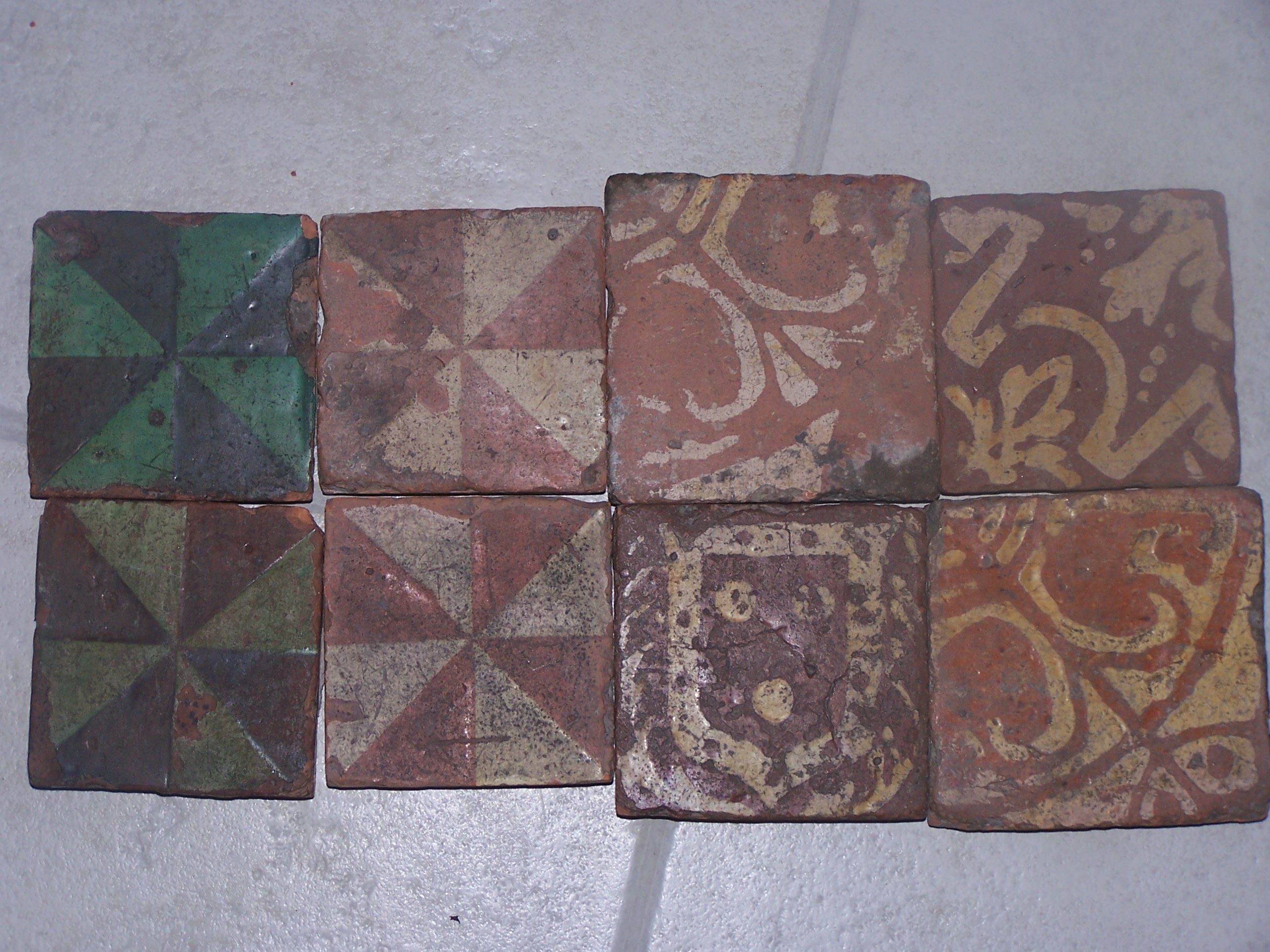
Exemple de tomettes du XIIIe au XVe siècle.
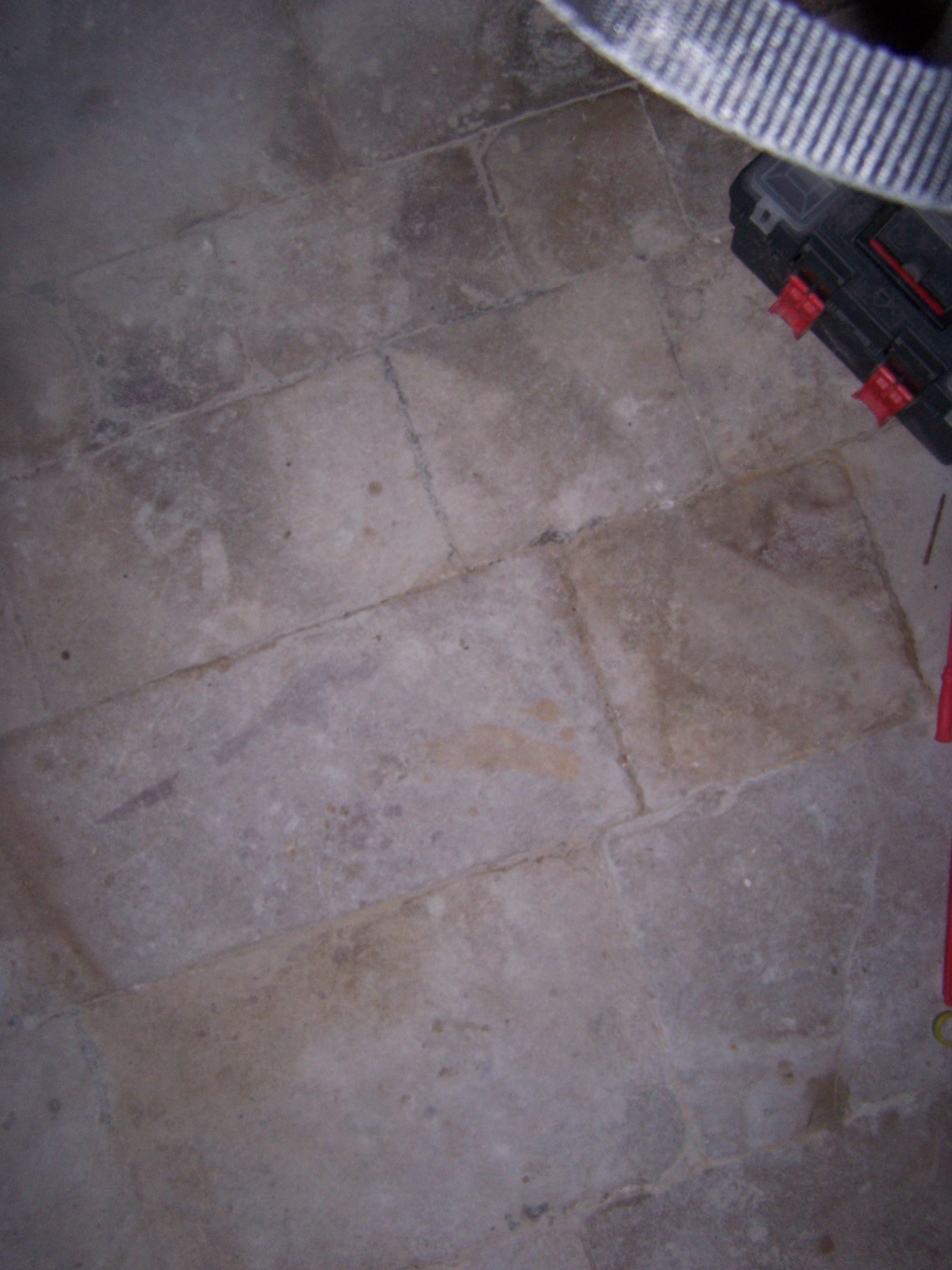
Exemple de dallage « Opus romain »

### Plafonds
Le plafond n'était, dans les constructions du Moyen Âge, que le plancher vu du dessous. La structure du plancher imposait la forme et l'apparence du plafond, qui n'était jamais revêtu de voussures, de compartiments et caissons en bois ou en plâtre, éléments décoratifs sans rapport avec la fonction première de simple cloisonnement de l'espace en deux niveaux.

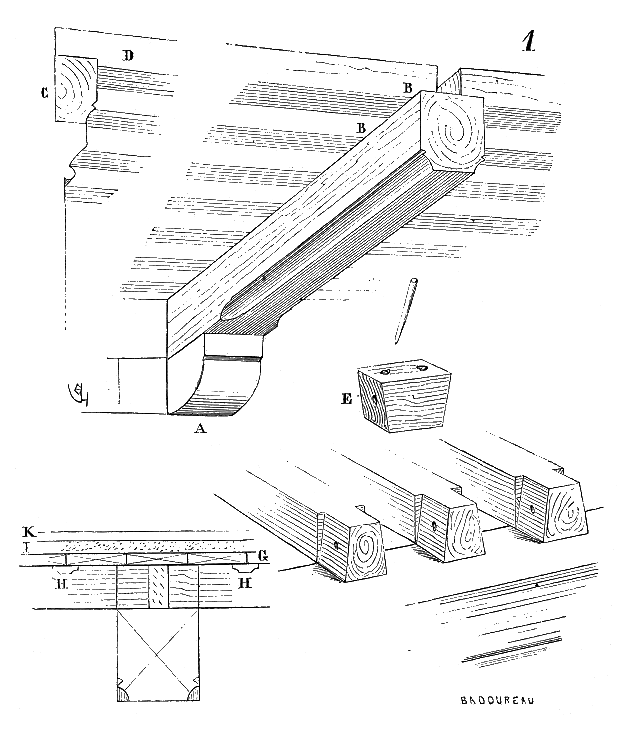
Exemples de poutres.

Les poutres, souvent avec peu de portée dans les murs, et soulagées par des corbeaux de pierre plus ou moins saillants, pouvaient être ornées (sur leurs arêtes) de profils au-delà de la portée sur les corbeaux. Quelquefois les solives elles-mêmes étaient aussi très délicatement moulurées.
Les solives des planchers les plus anciens posaient d'un bout seulement sur ces poutres et de l'autre, dans une rainure pratiquée dans la muraille, dans des trous ou sur une lambourde, posée elle-même sur des corbelets ou un profil continu. Pour pallier la torsion de ces solives (maintenues ni par des tenons ni par des chevilles), des entretoises formant clefs étaient chevillées en oblique entre leurs portées, sur les poutres et les lambourdes.
Les entrevous des solives (pleins ou vides) étaient enduits sur bardeaux, ou garnis de merrains posés transversalement. Les couvre-joints entre ces merrains formaient entre les solives de petits caissons. Du plâtre ou du mortier était étalé sur ces merrains, le tout recouvert de carrelage.
Sur les plafonds, au bois rarement apparent, était appliquée une peinture en détrempe que l'on pouvait renouveler facilement. On voit encore bon nombre de ces plafonds des XIIIe et XIVe siècles sous des lattis plus modernes, dans d'anciennes maisons.

### Charpentes
La charpente des bâtiments, dans les contrées anglo-normandes par exemple, se caractérise par sa similitude avec la charpente navale. Les Normands, peuple de marins, semblent avoir considérablement contribué à l'art des charpentiers, comme l'attestent, dès le XIe siècle, de vastes édifices entièrement couverts par de grandes charpentes apparentes. Les charpentes élevées plus tardivement en Angleterre, pendant les XIIIe et XIVe siècles, semblent plus originales, et avoir intégré des traditions plus anciennes.
Les charpentes pouvaient être très ouvragées et sculptées, généralement faites en chêne ou en orme.

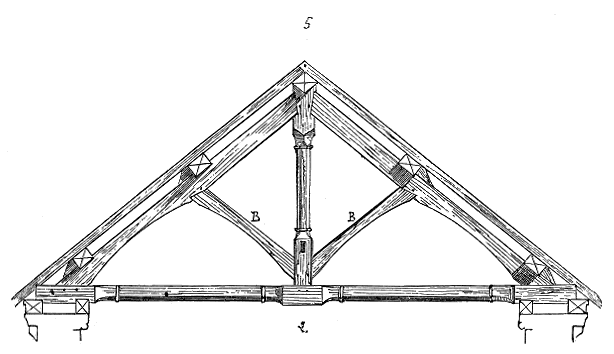
Exemple de charpente.

### Toiture
- Rampant

Le rampant est la partie inclinée du pignon, d'une toiture.
- Crête et faîtière

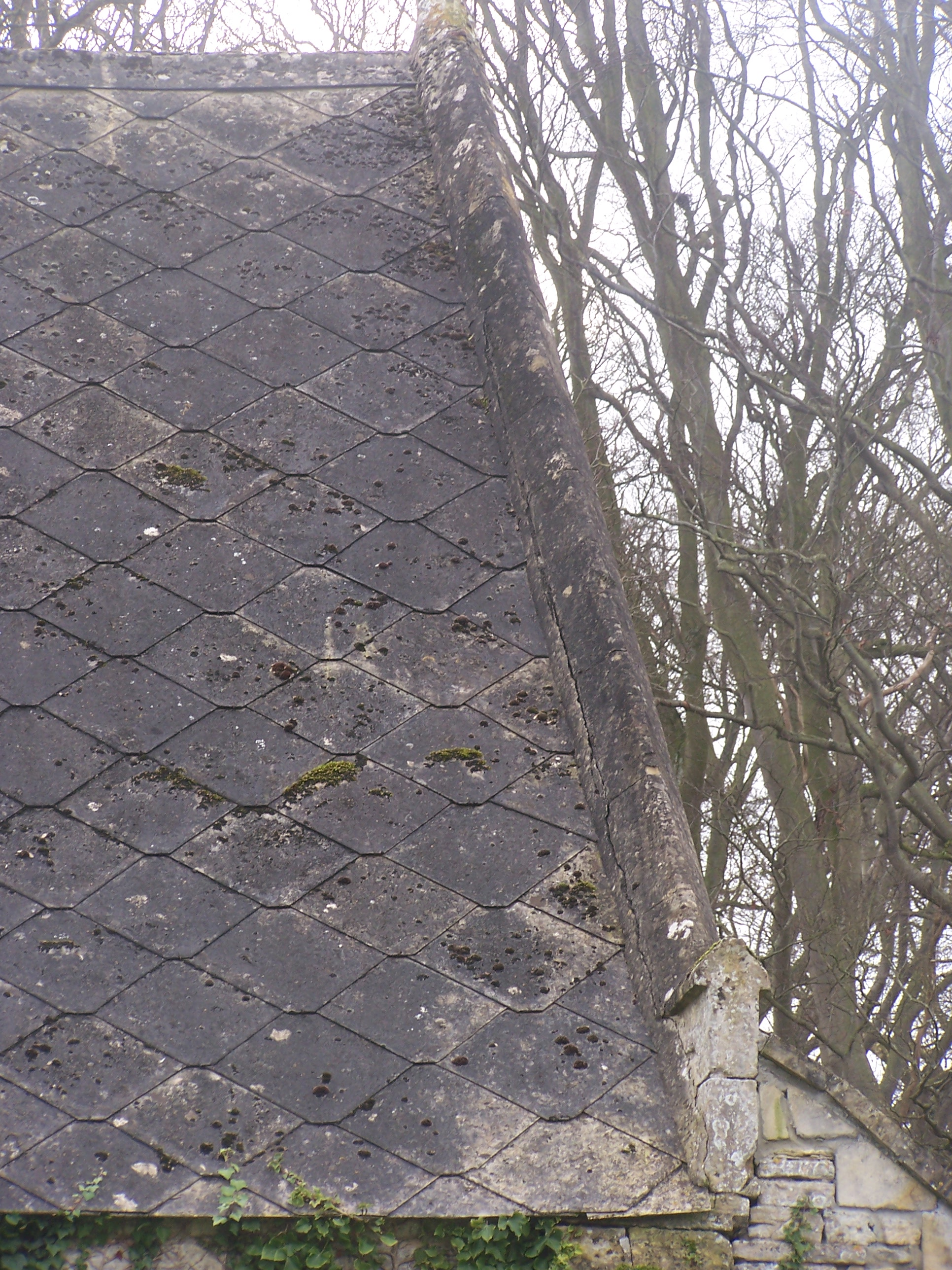
Rampant d'un des logis d'Amblie De Bonvouloir

Ce sont les éléments recouvrant la partie supérieure d'une toiture. Ces éléments pouvaient être ouvragés,.
- Épis de faîtage[20]

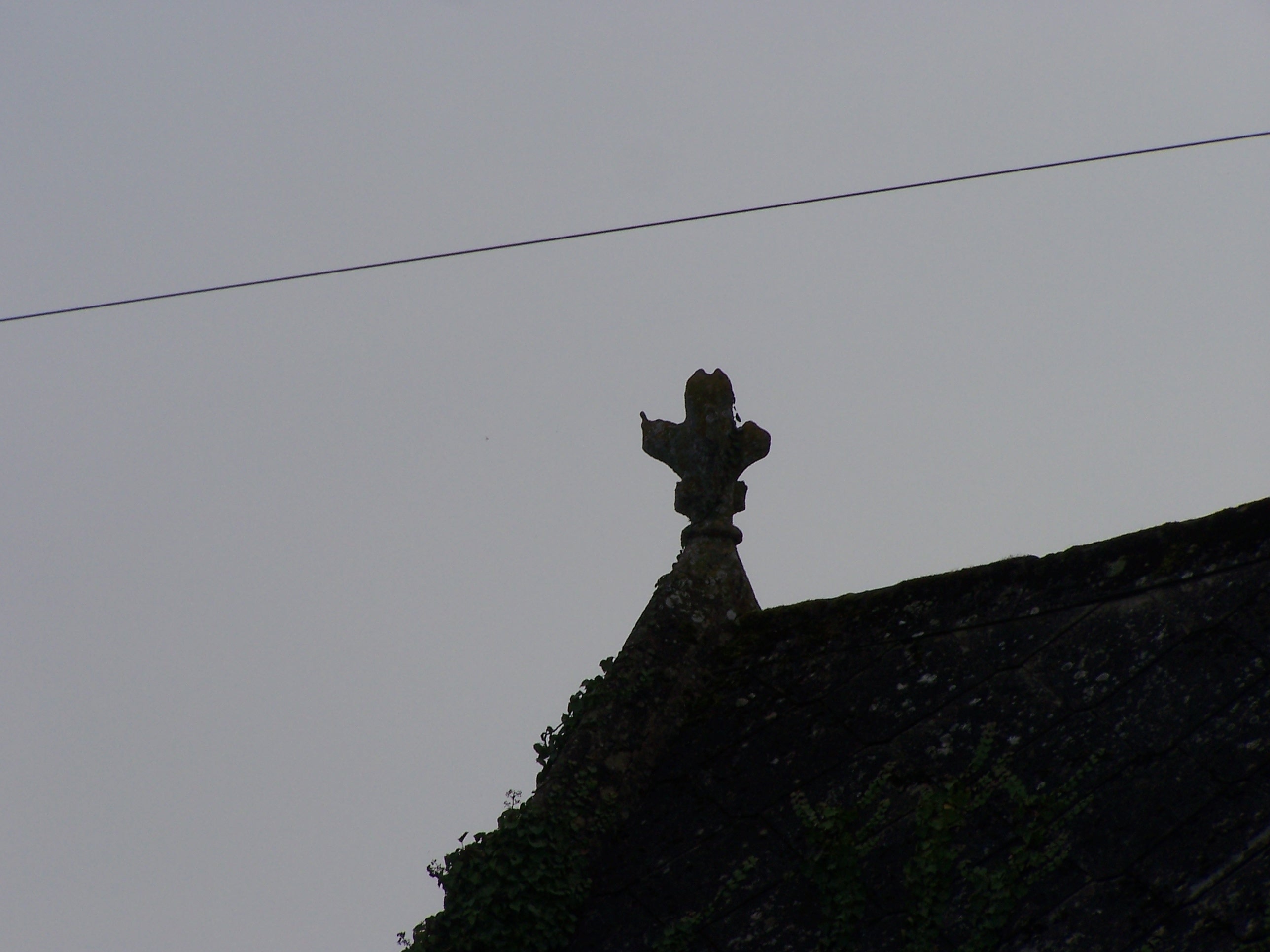
Épis de faîtage d'un des logis d'Amblie « De Bonvouloir » vers les XVe – XVIe siècle.
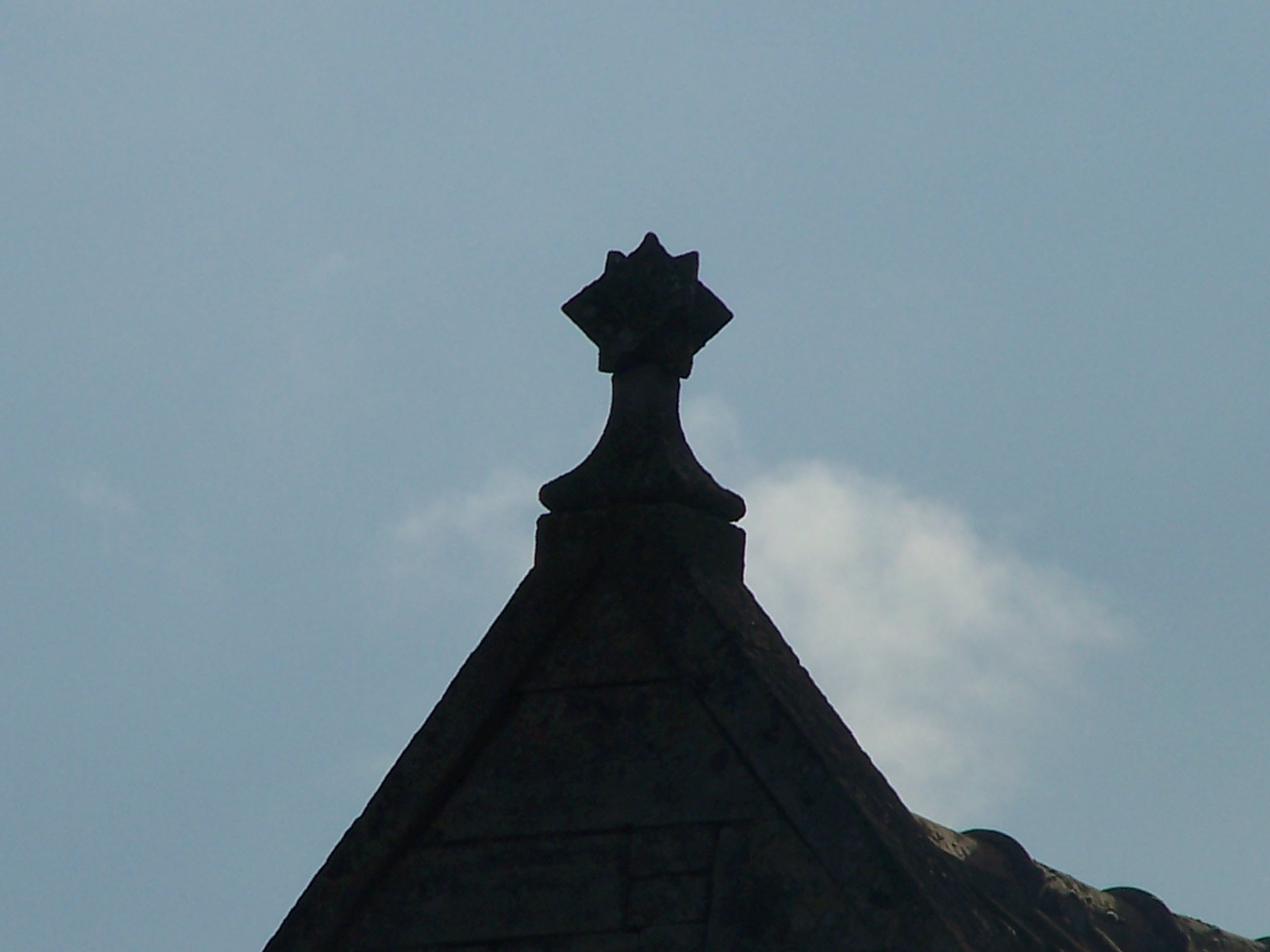
Épis de faîtage d'une grange d'Amblie
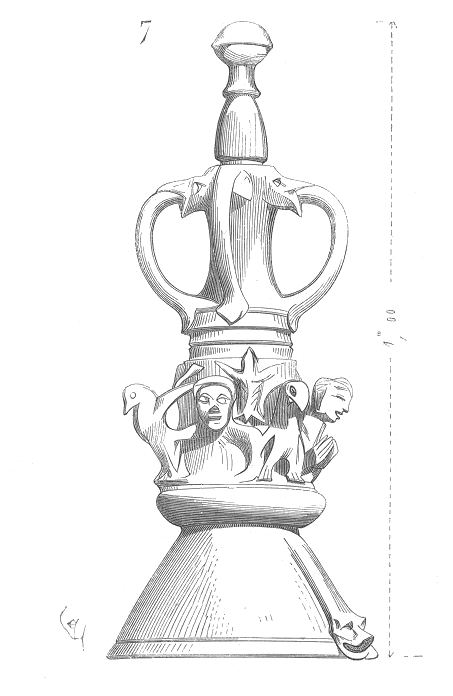
Épis de faîtage en terre cuite

- Couverture

La couverture peut être en tuile, lauze, ardoise, chaume, etc. ; suivant ressources géologiques,.

### Contreforts
Massif de maçonnerie élevé en saillie contre un mur ou un support pour l'épauler.
Les contreforts ont plus une fonction de renforcement que d'esthétique.

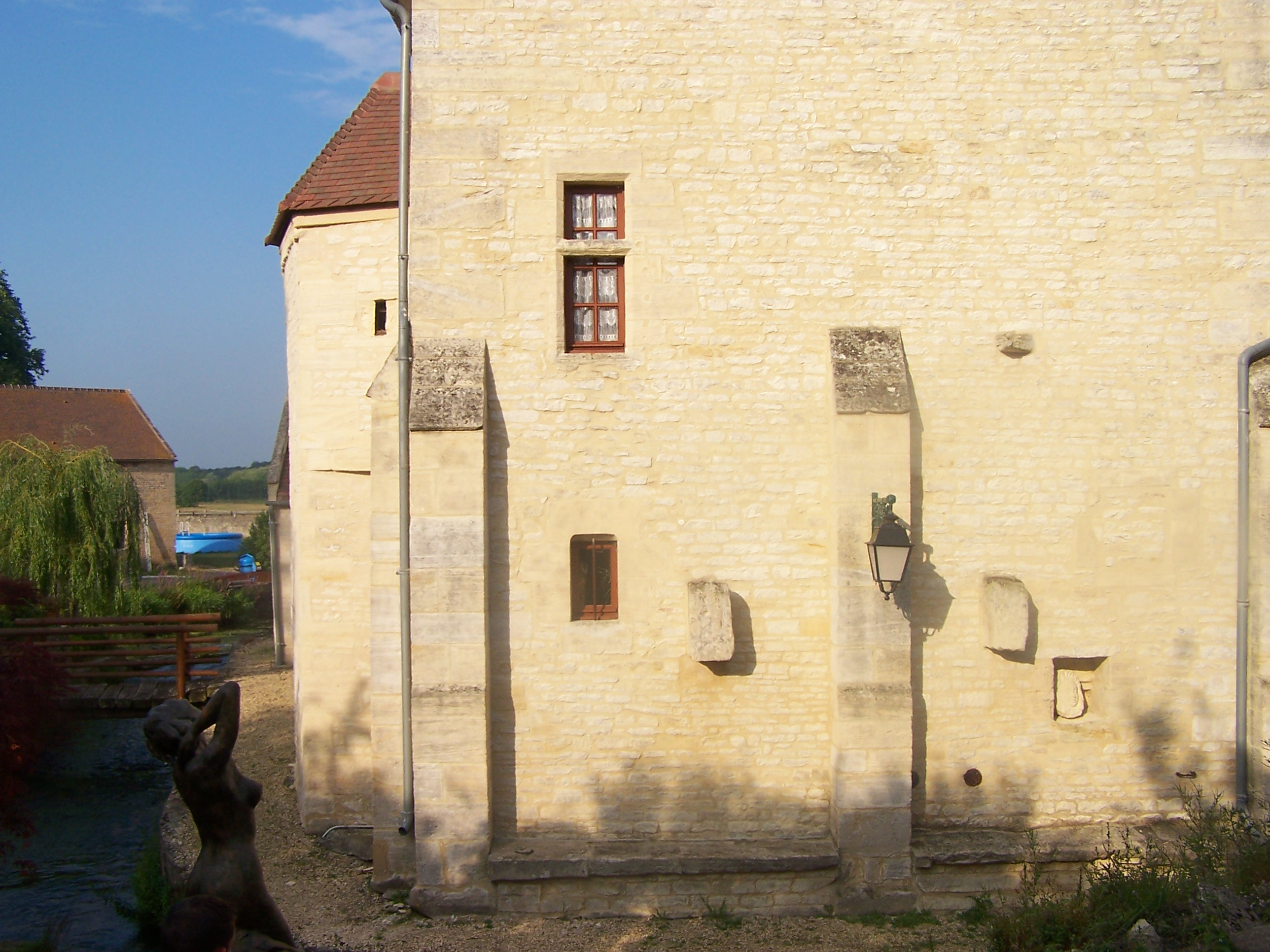
Contreforts du logis d'Amblie - Normandie
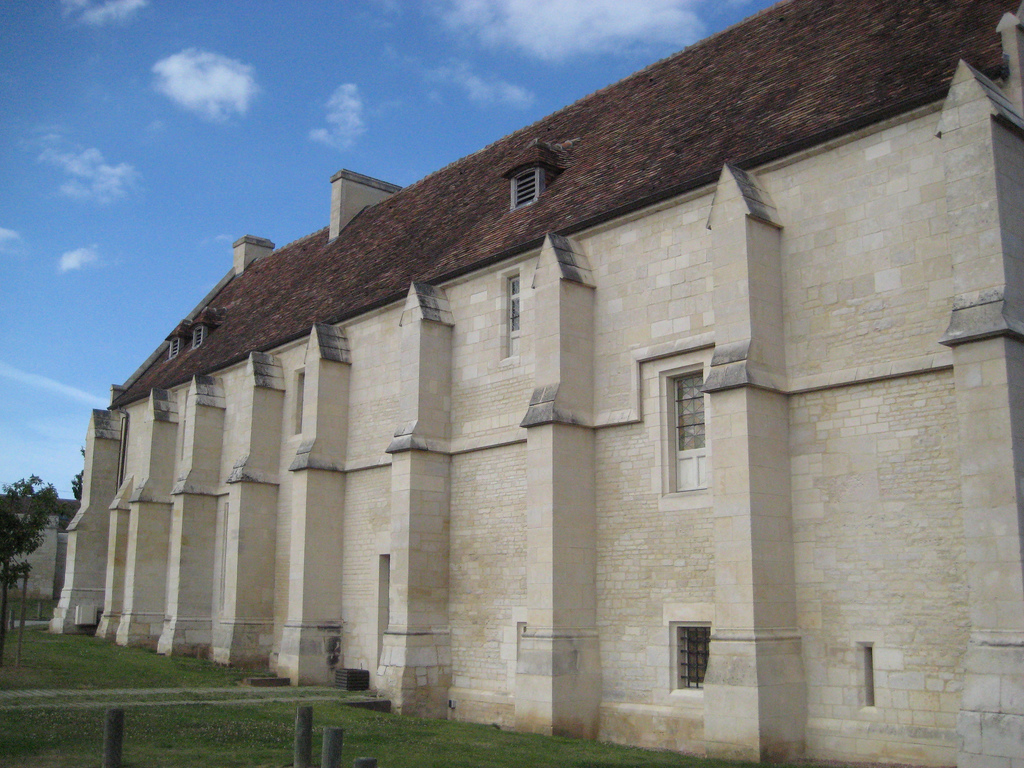
Contreforts du logis du domaine de la Baronnie (Bretteville-sur-Odon)

## Quelques logis seigneuriaux en France

### En Alsace
- Château de Kintzheim
- Château de Saint-Ulrich à Ribeauvillé

### Dans le Maine
- Château de la Cour à Vezot
- Convoise à Saint-Cosme-en-Vairais
- Mirebeau à Vivoin

### Dans le Maine et Loire
- Le Grand Boust à Longué-Jumelles

### En Normandie
- Bricquebec[24] (1190)
- Ardevon (1220)
- Domaine de la Baronnie à Bretteville-sur-Odon
- Domfront (1100)
- Château de Beaumont-le-Richard à Englesqueville-la-Percée[25] (1150)
- Damigny à Saint-Martin-des-Entrées (1250)
- Creully (1160)
- Salle de l'Échiquier à Caen (1125)
- Le Mesnil-sous-Jumièges (v. 1200)
- Villiers-sur-Port[26] à Port-en-Bessin-Huppain
- Amblie (XIIIe – XIVe siècles)
- Crèvecœur-en-Auge
- Domaine de la Baronnie à Douvres-la-Délivrande (XIIIe – XVe siècles)
- Château de Fontaine-Henry (1220), logis très remanié au cours de la Renaissance
- Rumesnil (1260)
- Manoir des Vallées à Barneville-la-Bertran[27](1220)
- Loisail[28] (1180)
- Glos-sur-Risle (1220)
- Honguemare-Guenouville (1240)
- Vatteville-la-Rue[29] (1100)
- Martin-Église (1220)

### En Picardie
- Château Saint-Aubin à Crépy-en-Valois, aujourd'hui Musée de l'Archerie
- Manoir de Saint-Paterne (ou Saint-Symphorien) à Pontpoint, Oise

## Quelques logis seigneuriaux en Europe

### En Allemagne
- Château de la Wartbourg

### En Angleterre
- Boothby Pagnell dans le Lincolnshire (v. 1180)[30]
- Constable's house à Christchurch dans le Dorset (v. 1160)[31]
- Burton Agnes old hall[32],[33]
- Strood[34]
- Hereford (vers 1190)[35]

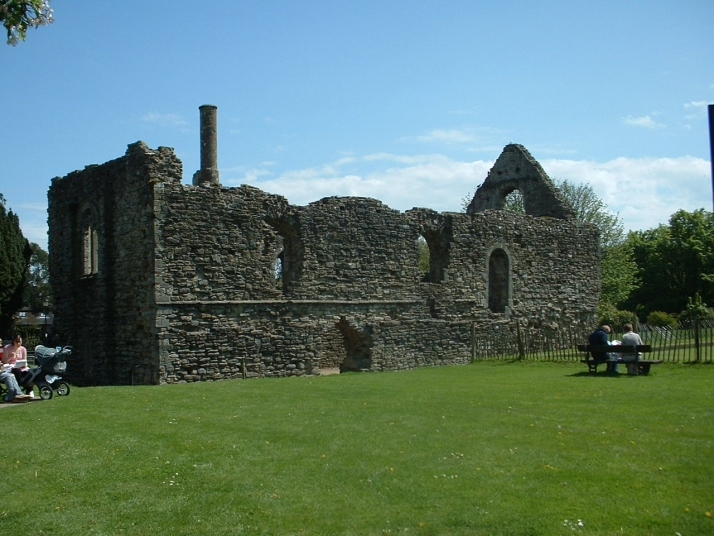
Logis de Christ Church - Angleterre v. 1160
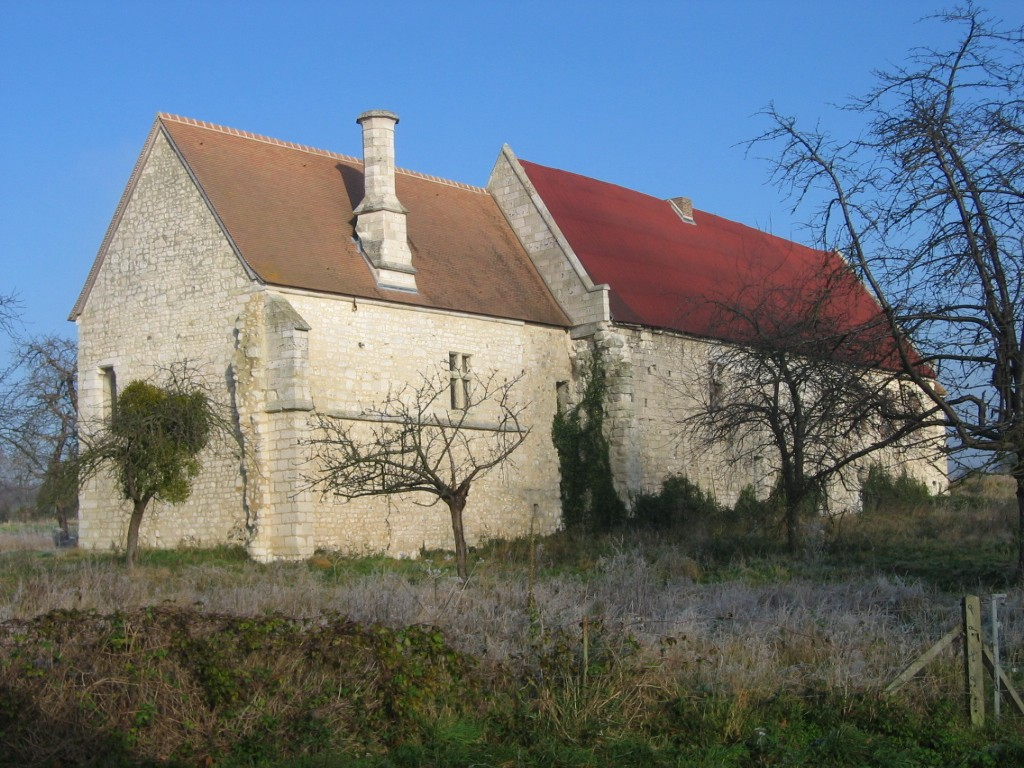
Manoir de la Vigne ou « manoir d'Agnès Sorel », XIIIe siècle (monument historique)
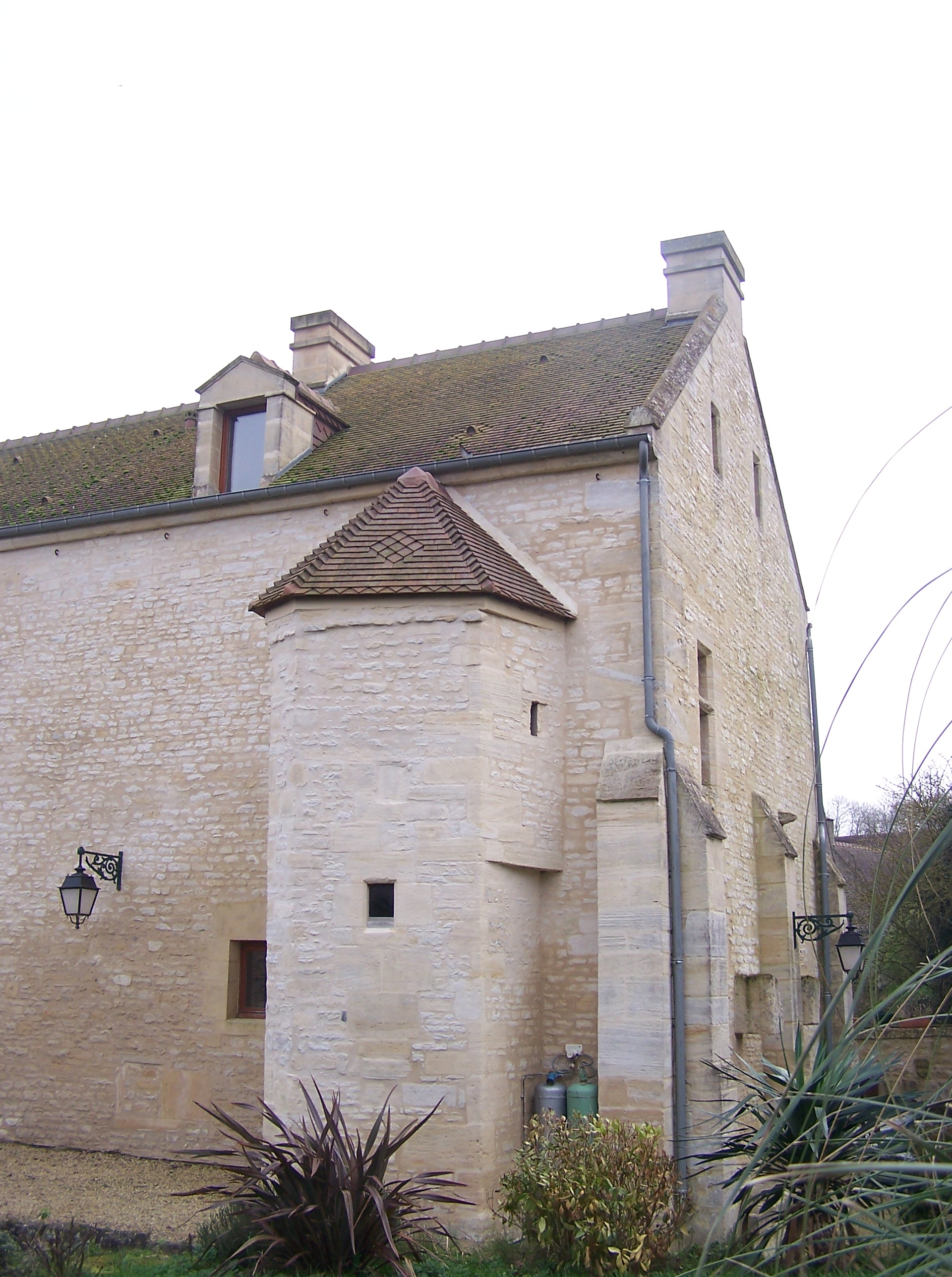
Logis d'Amblie - façade Nord-Ouest
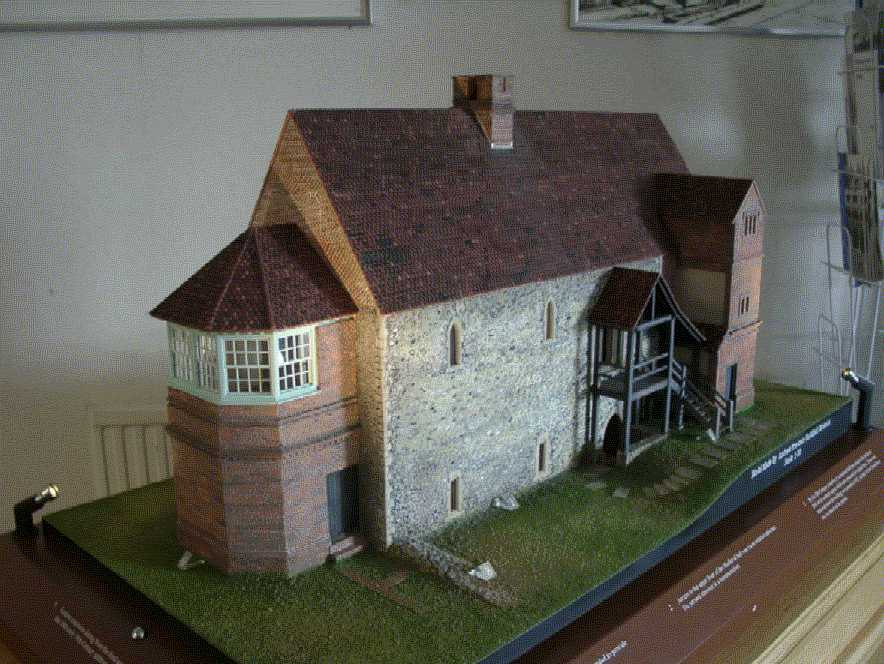
Logis de Strood - Angleterre